# مطبخ أفغاني
مطبخ أفغاني ( بالإنجليزية Afghan cuisine ) - يتأثر المطبخ الأفغاني بالمأكولات الفارسية، ومأكولات آسيا الوسطى وجنوب آسيا (المطبخ الهندي بشكل أساسي)، وذلك بسبب قرب أفغانستان
وعلاقاتها الثقافية المشتركة. المطبخ الأفغاني يستخدم اللحوم الشرعية غير المحرمة، ويعتمد بشكل أساسي على لحم الضأن ولحم البقر والدواجن والأسماك مع الأرز والخبز الأفغاني. ويصاحب ذلك الخضروات ومنتجات الألبان الشائعة، مثل الحليب والزبادي وشرش اللبن،  والفواكه الطازجة والمجففة مثل التفاح والمشمش والعنب والموز والبرتقال والخوخ والرمان والبطيخ والزبيب. يتمحور النظام الغذائي لمعظم الأفغان حول الأطباق التي تعتمد على الأرز، في حين يتم تناول أشكال مختلفة من خبز النان مع معظم الوجبات. يتم استهلاك الشاي بشكل عام، بكميات كبيرة يوميًا، ويشكل جزءًا رئيسيًا من تقاليد الضيافة. تعكس تخصصات الطهي مدى التنوع العرقي والجغرافي للبلاد. الطبق الوطني في أفغانستان هو كابولي بالاو، وهو عبارة عن طبق أرز مطبوخ مع الزبيب والجزر والمكسرات ولحم الضأن أو اللحم البقري.

## خلفية

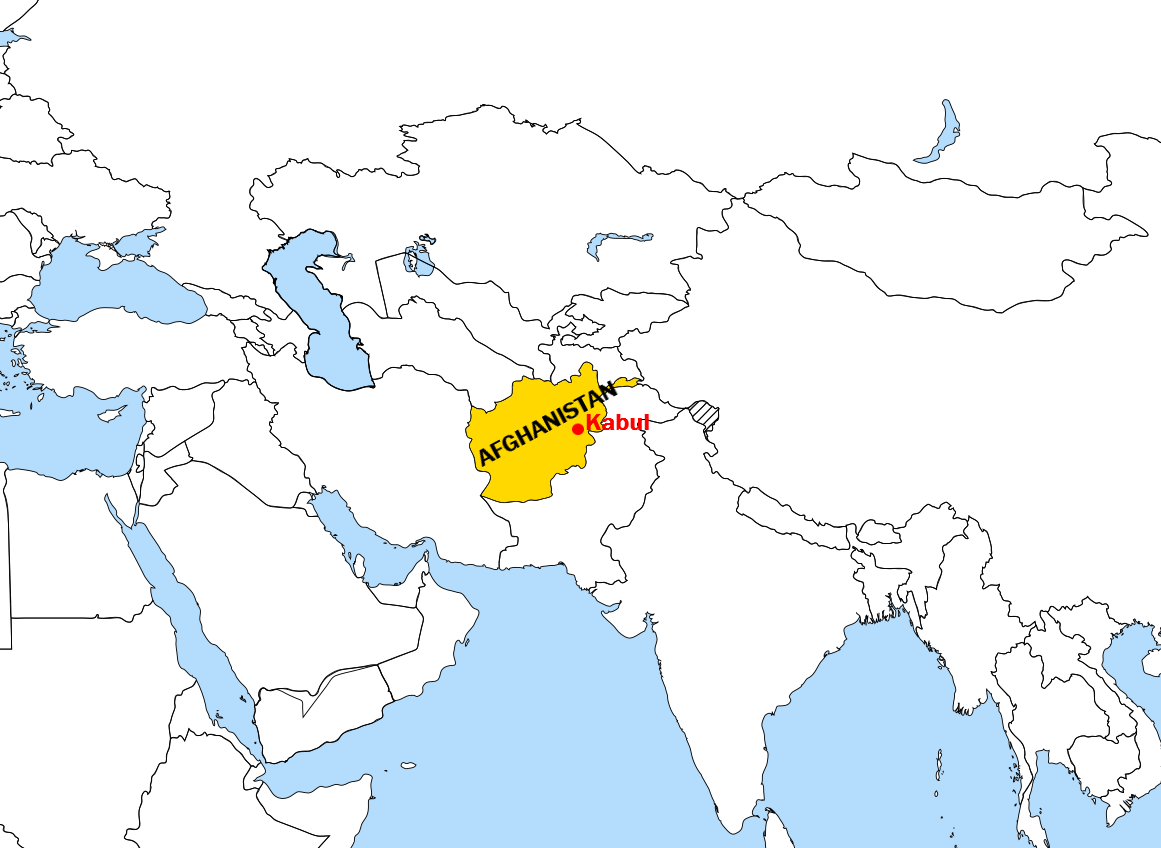
موقع أفغانستان في آسيا

المطبخ الأفغاني حلال، ويتضمن عدة مواد من أماكن مختلفة: فيتضمن مثلاً، خليط من التوابل المطحونة من الهند، والمسمى بـ "كرم مصالحة"، ويتضمن الكزبرة والنعناع من إيران، والزلابية والمعكرونة من أوزبكستان، وسنجان بالصين، والبقلاوة من تركيا. ويمكن رؤية أوجه التشابه بين المطبخ الأفغاني ومطابخ أخرى من خلال: استخدام التوابل مثل الكمون والقرفة (كما في المطبخ الهندي)، ونكهات الهيل الأخضر (كما في الشاي الصيني)، والكباب والزبادي (كما في المطبخ التركي والعربي).

## الأطعمة الأساسية

### أرز

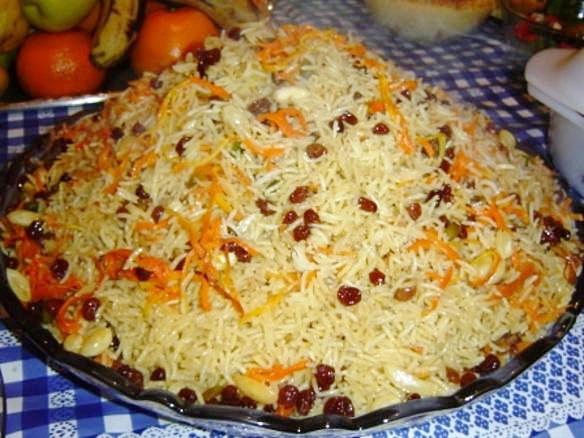
بالاو كابولي الأفغاني

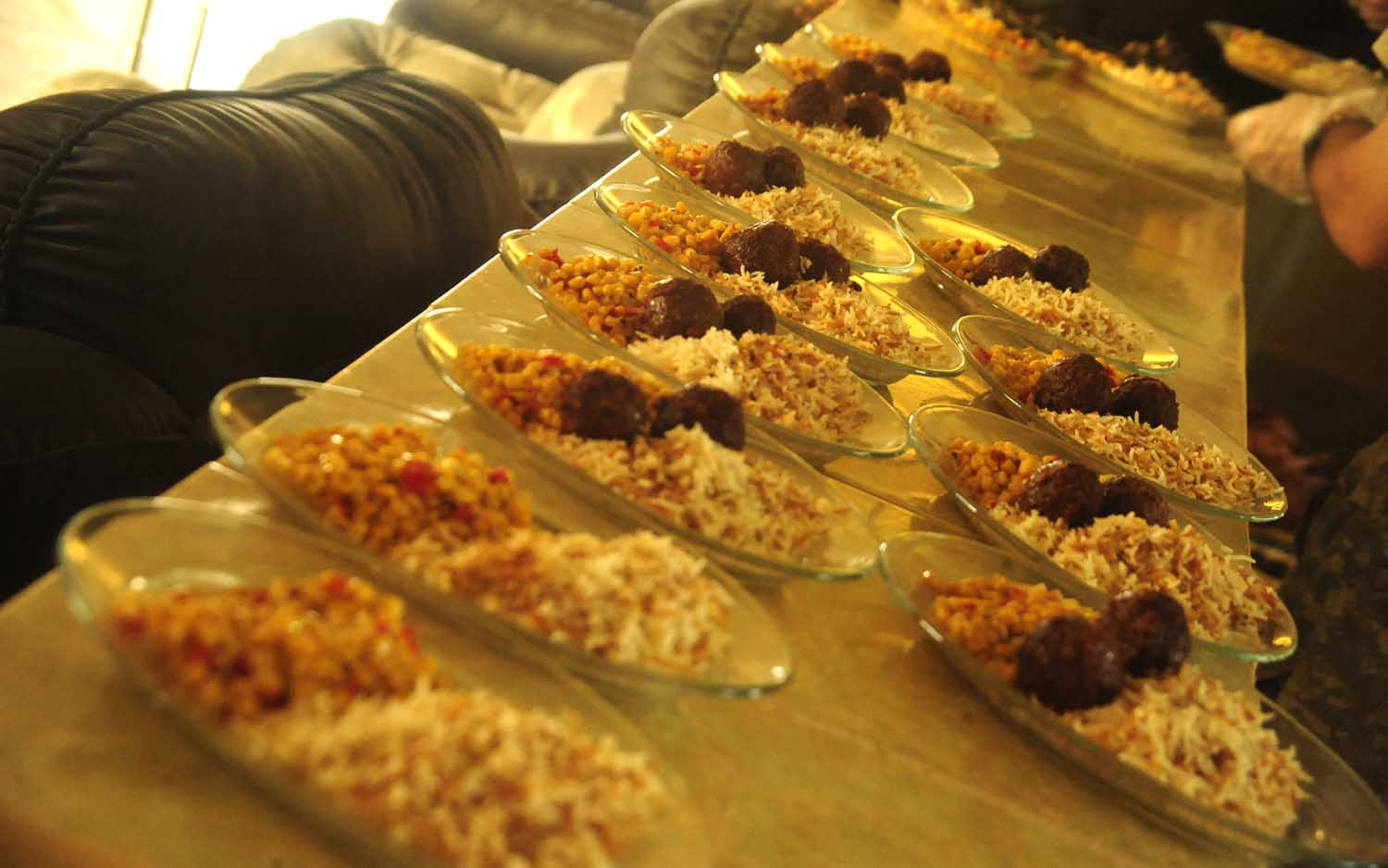
أرز بالكفتة والذرة

يعد الأرز طعامًا أساسيًا في المطبخ الأفغاني، والطبق الأكثر أهمية في أي وجبة. يُقدم الأرز الأبيض (أو التشالو) المطبوخ مع بهارات خفيفة،  وبشكل أساسي مع اليخنات أو الطواجن. يتم طهي البالاو بشكل مشابه للتشالو، ولكن يتم أيضًا خلط مزيج من اللحوم والمرق والأعشاب قبل الخبز. وفي بعض الأحيان يتم استخدام السكر المكرمل لإعطاء الأرز لونًا بنيًا غنيًا. ويأتي البالاو في عدة أصنلف منها: كابولي بالاو ( الطبق الوطني  ) – يضاف إليه اللحم والمرق، بالإضافة إلى الزبيب المقلي والجزر المقطع والفستق، زامارود بالاو، لاندي بالاو – وجبة تقليدية من الأرز (مع مرق مصنوع من الدجاج أو لحم الضأن المملح والمجفف في الشمس)، نارينج بالاو – طبق أرز حلو متقن مصنوع من الزعفران وقشر البرتقال والفستق واللوز والدجاج، مااش بالاو – بيلاف حلو وحامض نباتي بالكامل مخبوز مع الفاصوليا الخضراء والمشمش والبرغل، ألو بالو بالاو – طبق أرز حلو مع البرقوق والدجاج.

### خبز أفغاني

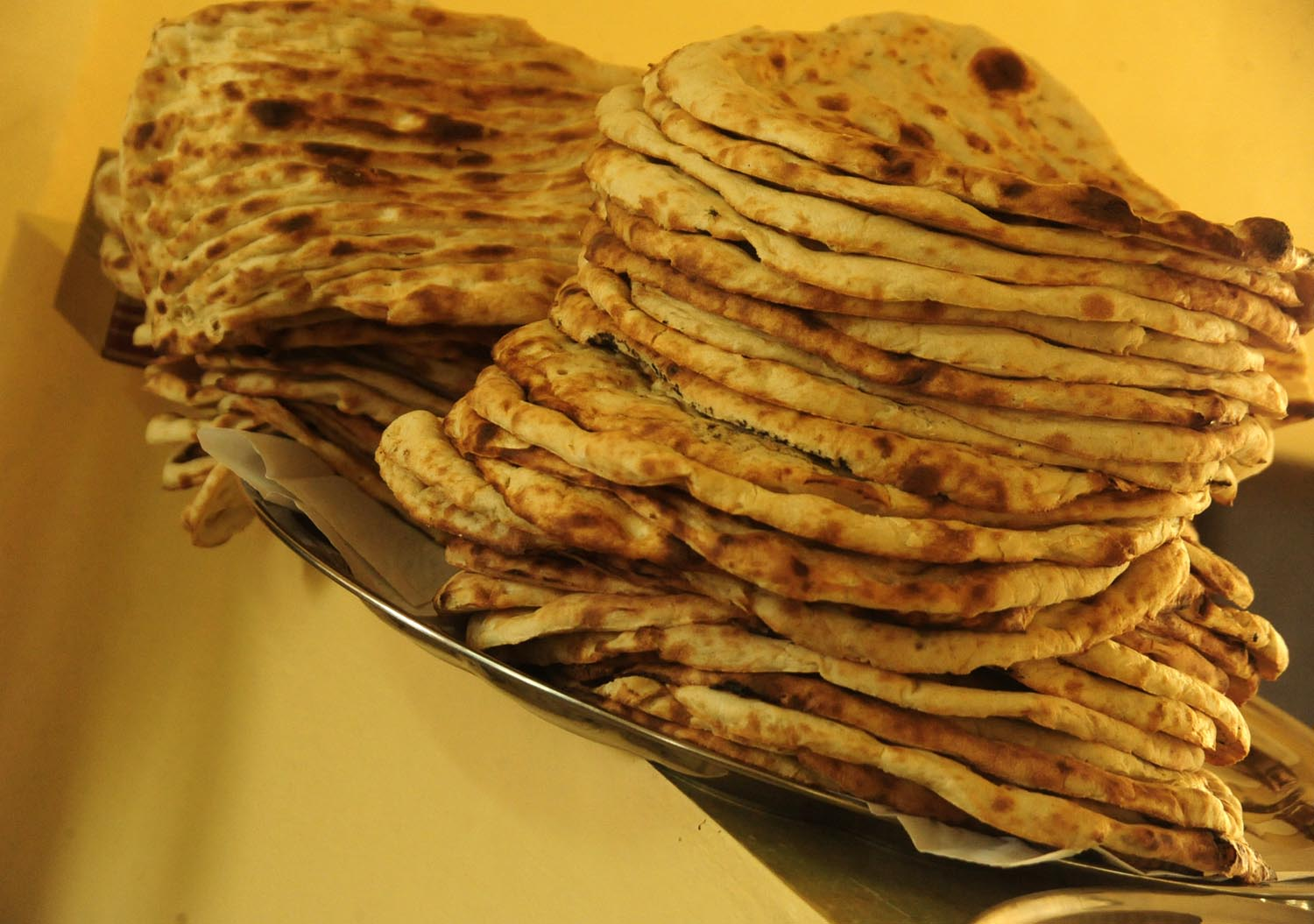
خبز النان من مخبز محلي، وهو الخبز الأكثر استهلاكًا في أفغانستان

الخبز الأفغاني مسطح ويتم طهيه في تنور (فرن عمودي طيني). حيث يتم وضع الخبز على جدار حجري لطهيه. النان هو خبز مفرود يتم طهيه في مقلاة مسطحة مقلوبة.

## الأطباق الرئيسية

### الزلابية المطهوة على البخار

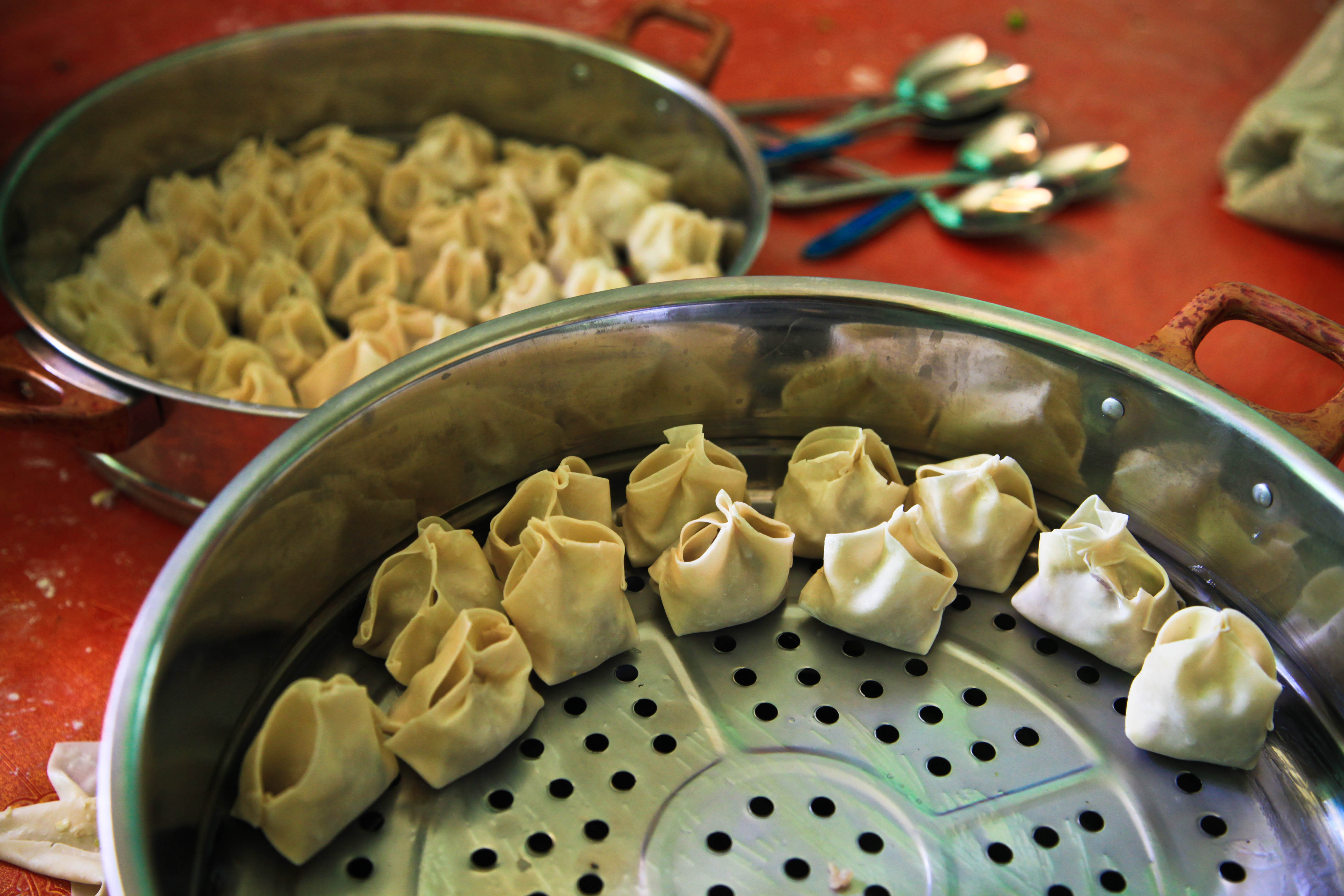
مانتو في الباخرة قبل الطهي

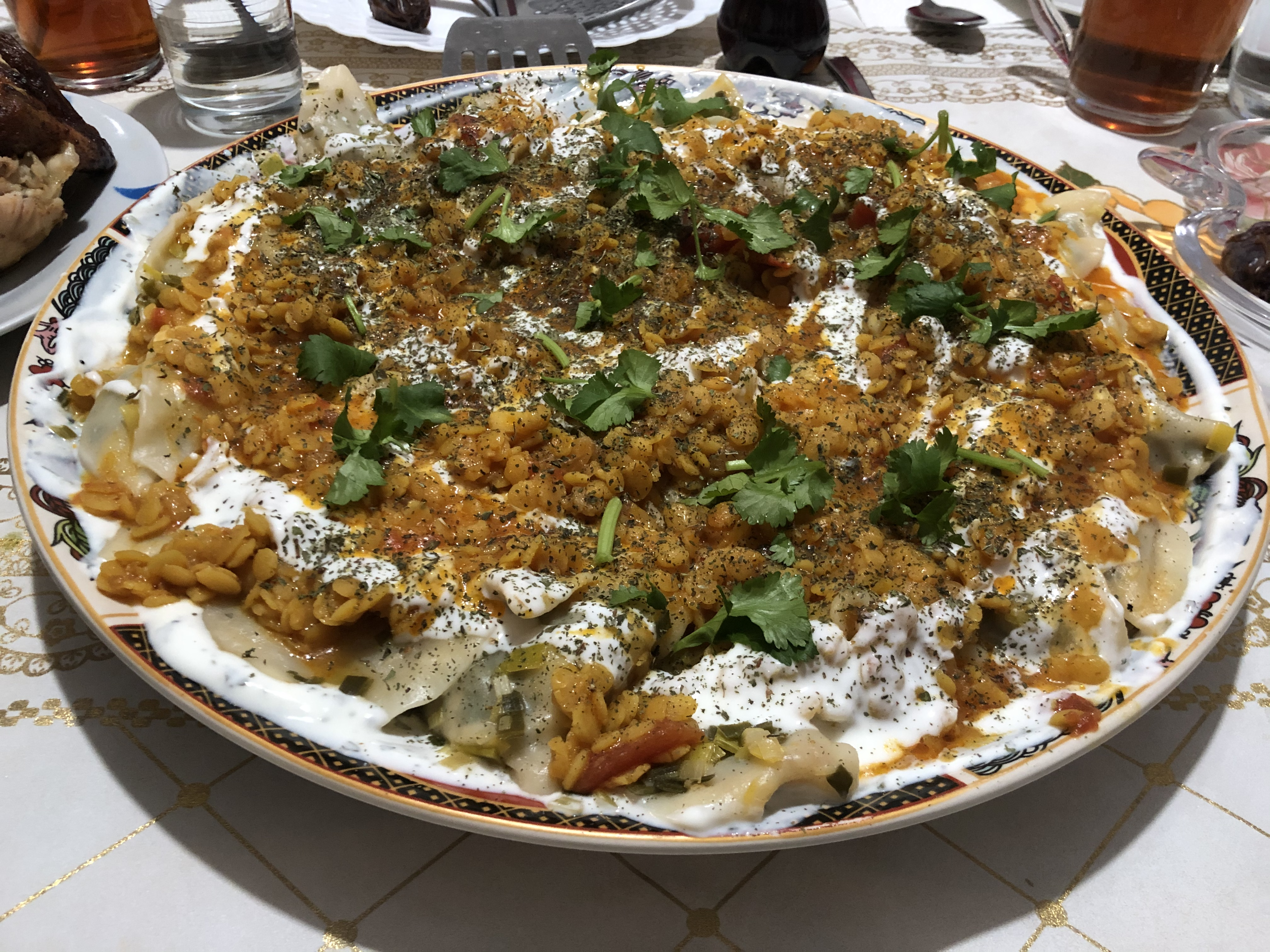
أوشاك أفغاني

هناك مجموعة كبيرة من الزلابية، وهي تحظى بشعبية كبيرة. ولا يتم تقديمها في التجمعات الكبيرة، مثل حفلات الزفاف، ببسبب الوقت الطويل المطلوب لتحضير عجينتها. ويمكن تقديمها بدلاً من ذلك في المناسبات الخاصة في المنزل. وتتمثل هذه المجموعة في:
- أوشاك - زلابية محشوة بمزيج يتكون بشكل أساسي من الكراث، ومغطاة إما بالثوم والنعناع أو صلصة الزبادي بالثوم، والطماطم المقلية، والفاصوليا الحمراء، ومزيج من اللحم المفروم المتبل جيدًا. وهو طبق مرتبط بمدينة كابول، عاصمة أفغانستان.
- مانتو – زلابية مطهوة على البخار محشوة بالبصل ولحم البقر المفروم أو لحم الضأن، وعادة ما تكون مغطاة بصلصة تعتمد على الطماطم والزبادي، ثم تزين بالنعناع المجفف والكزبرة. تتكون الطبقة التي تعتمد على الزبادي عادةً من خليط من الزبادي والثوم والحمص المقسم.

### قورمة
قورمة (تُكتب أيضًا "قورما" أو "كورما") عبارة عن حساء أو طاجن يعتمد على البصل والطماطم ويقدم عادةً مع أرز تشالو. يتم في البداية تحميص البصل للحصول على حساء غني اللون. ويتم إضافة الطماطم، إلى جانب مجموعة متنوعة من الفواكه والتوابل والخضروات، حسب الوصفة. وفي النهاية يتم إضافة المكون الرئيس، والذي يمكن أن يتمثل في اللحوم أو الخضروات الأخرى. وهناك المئات من أنواع القورمات المختلفة، والتي منها: قورمة اللحم - عادة ما تكون القورمة الرئيسية التي يتم تقديمها مع البالاو في التجمعات، قورمة نادرة – تعتمد على البصل، باستخدام لحم الضأن أو لحم العجل، والزبادي، وجذور اللوتس، والكزبرة، قورمة لاوند – تعتمد على البصل، باستخدام الدجاج أو لحم الضأن أو لحم البقر، بالإضافة إلى الزبادي والكركم والكزبرة، قورمة سبزي – لحم ضأن، سبانخ مقلية، وخضروات أخرى، قورمة شلقم – مصنوعة من البصل باستخدام لحم الضأن واللفت والسكر (طعم حلو وحامض)

### كباب

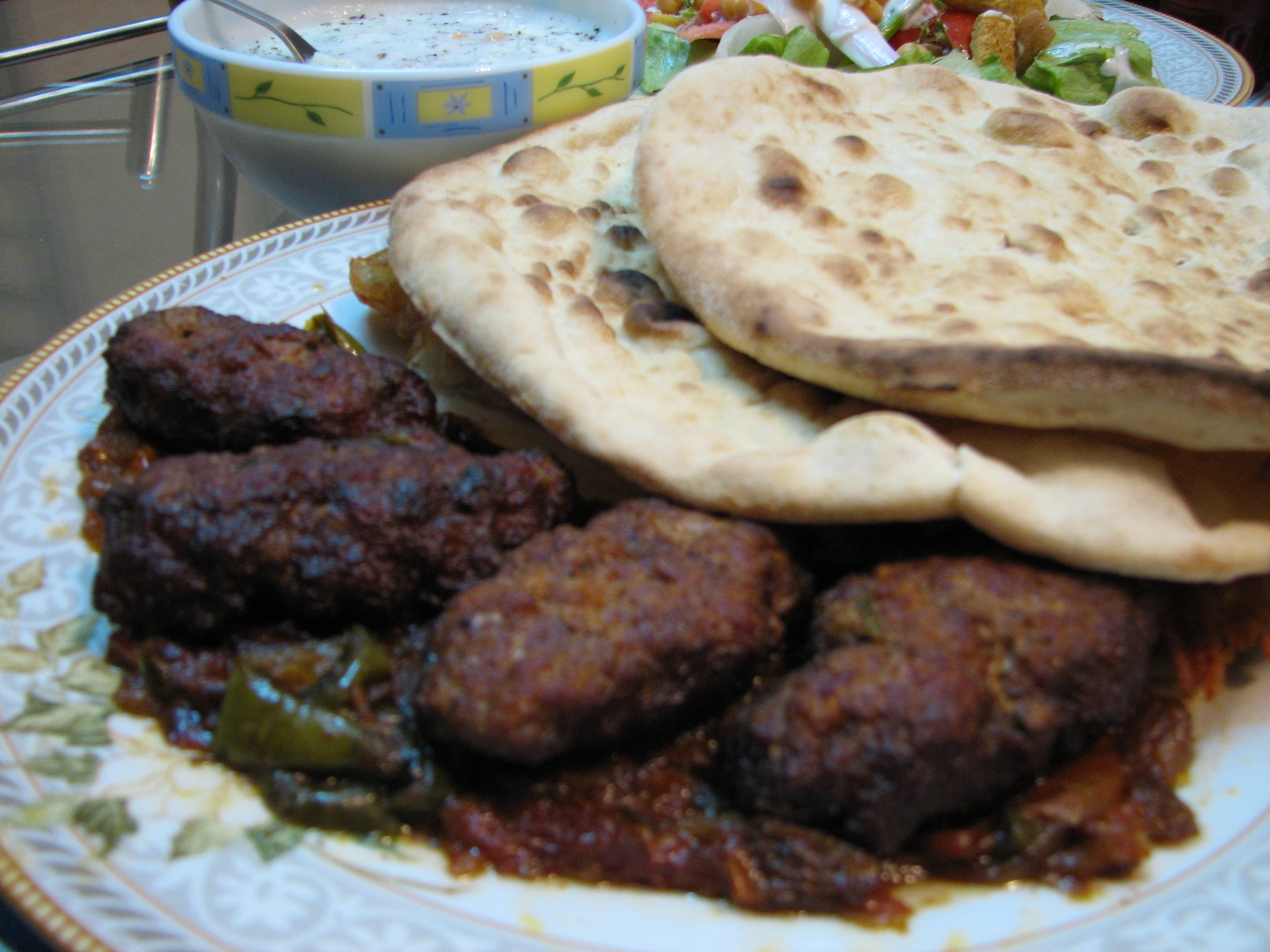
كفتة كباب مع خبز النان

يمكن الحصول على الكباب الأفغاني عادة في المطاعم، وأكشاك الباعة الجائلين. وفي أغلب الأحيان، يحتوي على لحم الضأن. ويتم تحضير الكباب باستخدام خبز النان بدلاً من الأرز. يمكن للزبائن اختيار رش السماق أو الجورا (العنب الحامض المجفف المطحون) على الكباب الخاص بهم. وعادة ما يتم إضافة قطع من دهن ذيل الخروف إلى الأسياخ لإضافة نكهة إضافية.

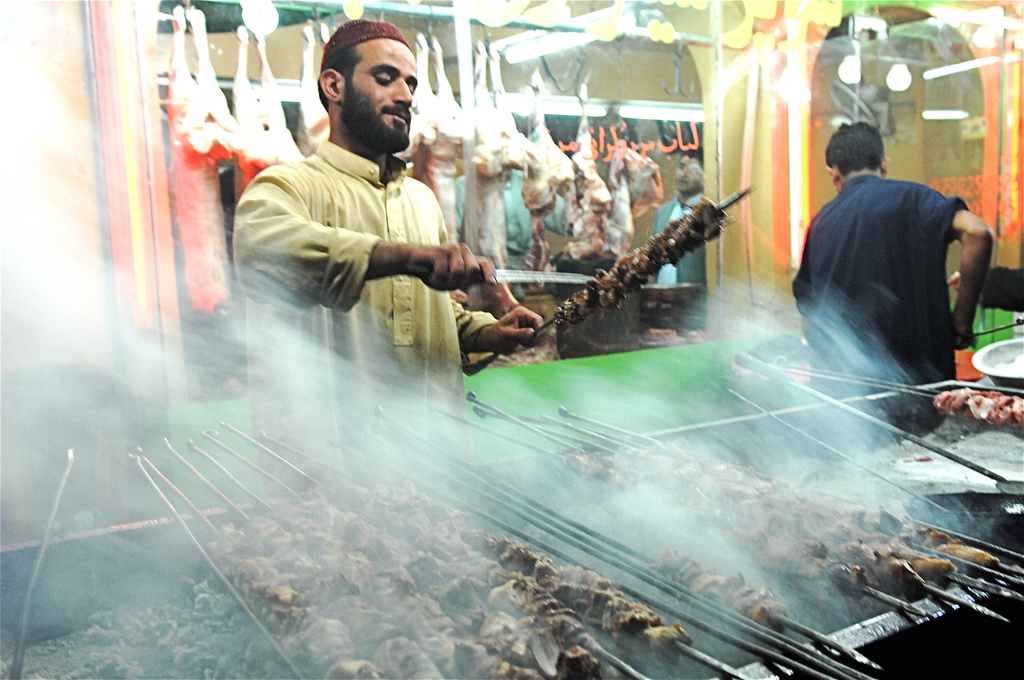
تحضير كباب تشوبان

تشمل أنواع الكباب الشعبية الأخرى شريحة لحم الضأن، والأضلاع، والكفتة (لحم البقر المفروم)، والدجاج.
تشابلي كباب- أحد أطباق شرق أفغانستان، وهو عبارة عن فطيرة مصنوعة من لحم البقر المفروم. وهي وجبة شواء شهيرة في أفغانستان. يتم تقديمها مع خبز النان. تتطلب الوصفة الأصلية لـ "شابلي كباب" خليطًا نصفه من اللحم، ونصفه الآخر من الدقيق مما يجعله أخف طعمًا وأقل في التكلفة.

### الدجاج
الدجاج الأفغاني، هو مثال كلاسيكي لأحد أشهر الأطباق في أفغانستان. عادة ما يتم الحصول على أطباق الدجاج في المطاعم، وأكشاك الباعة الجائلين، وغالبًا ما يستخدم الدجاج في المطبخ الأفغاني لأنه حلال ولا تدور حول لحومه أية شكوك. تعتبر الكريمة والزبدة واللبن الزبادي من المكونات المعتادة في جميع وصفات الدجاج، سواء تم تقديمها كمقبلات أو كطبق رئيسي.

### قروت
القروت (أوالقروط)، هو منتج ألبان معاد تكوينه، وهو منتج ثانوي من الزبدة المصنوعة من حليب الأغنام أو الماعز. حيث يتم تخمير اللبن المتبقي بعد خض الزبدة (عن طريق حفظه في درجة حرارة الغرفة لعدة أيام)، ومعالجته بالملح، ومن ثم غليه. يتم ترشيح الكازين المترسب من خلال قطعة قماش قطنية، ويتم ضغطه لإزالة السائل، ثم يتم تشكيله على شكل كرات؛ وبالتالي فإن المنتج عبارة عن جبن قريش صلب وحامض للغاية. على الرغم من أنه يمكن تناوله نيئًا كوجبة خفيفة لذيذة، إلا أنه يتم تقديمه عادةً مع الأطباق الأفغانية المطبوخة مثل "أوشاك"، و"مانتو"، و"كيتشري كوروت".

## أطباق متنوعة
هناك العديد من الأطباق الأخرى، التي يتضمنها المطبخ الأفغاني، والمتمثلة في: البرجر الأفغاني، تشاتني أفغاني والذي يُصنع من أوراق الكزبرة الطازجة، الكفتة الأفغانية ( كرات من اللحم )، السلطة الأفغانية، أوش- وهو عبارة عن معكرونة مصنوعة يدوياً، البامية أو بهندي (البامية المطبوخة)، بادنجان ( باذنجان مطبوخ مع البطاطس والطماطم )، بادنجان بوراني (شرائح باذنجان مقلية ، مغطاة بصلصة الكريمة الحامضة والثوم ومرشوشة بالنعناع المجفف )، سلطة الباذنجان (سلطة الباذنجان بالثوم)، بيشاك ( فطائر صغيرة مع حشوات مختلفة، بما في ذلك البطاطس والأعشاب، أو اللحم المفروم )، شاكيدا أو شكا (نوع من القشدة الحامضة )، تشوبان كباب (قطع لحم ضأن مشوية على الفحم )، دمبوخت ( أرز مطهو على البخار )، ديلدا أو أواجرا (طبق جنوبي بشكل أساسي، ومكونه الرئيسي هو مزيج من القمح المقسم ومجموعة متنوعة من الفاصوليا )، دولما ( ورق عنب محشي )، جوش إي فيل ( معجنات رقيقة مقلية مغطاة بسكر البودرة والفستق المطحون )، حلوى أورد سجي، كالاه شوكوكي أو كالاه جونجيشك (رؤوس الطيور المقلية والمقلية)، كالاه باشا ( رأس/أقدام لحم الضأن أو البقر المطبوخ في مرق، يقدم في أوعية كطبق حساء أو في يخنة أو كاري )، خوجور ( معجنات أفغانية ، مقلية، بيضاوية الشكل، تشبه الكعك المحلى في الطعم)، كيتشري ( أرز متوسط الحبة لزج مطبوخ مع الفاصوليا الخضراء والبصل )، لوندي، أو غوشت القاق ( متبل متشنج )، ماست أو لبنيات (نوع من الزبادي العادي )، ماوشاوا (مزيج من الفاصولياء وكرات اللحم الصغيرة، يقدم في وعاء)، مورابا ( مربى الفاكهة ، شراب السكر والفواكه، التفاح ، الكرز الحامض ، أو التوت المختلفة، أو مصنوعة من الفواكه المجففة)، كباب نرجس ( معكرونة على شكل شعرة ملائكية مصنوعة من البيض ومغموسة بشراب السكر ، ملفوفة حول قطعة من اللحم )، نارينج بالاو ( قشر البرتقال الحلو المجفف والزبيب الأخضر مع مجموعة متنوعة من المكسرات، ممزوج بالأرز الأصفر المزجج بشراب السكر الخفيف )، أوش بيوزي ( بصل محشو )، أوماتش (مصنوع من الدقيق؛ طبق يشبه الحساء، سميك جدًا وعجيني)، سلطة ( سلطة تعتمد على الطماطم والبصل ، وغالبًا ما تحتوي على الخيار )، روش ( لحم الضأن المطبوخ بدون بهارات)، كباب شامي ( لحم بقري مطبوخ مخلوط مع البهارات والدقيق والبيض، ومدحرج على شكل هوت دوج أو أشكال دائرية مسطحة ومقلي )، شولا غوربندي، شور نخود ( حمص مع إضافات خاصة)، طرشي ( باذنجان وجزر مخلوط مع أعشاب وتوابل أخرى، مخلل في الخل ومعتق).

## الحلويات والوجبات الخفيفة

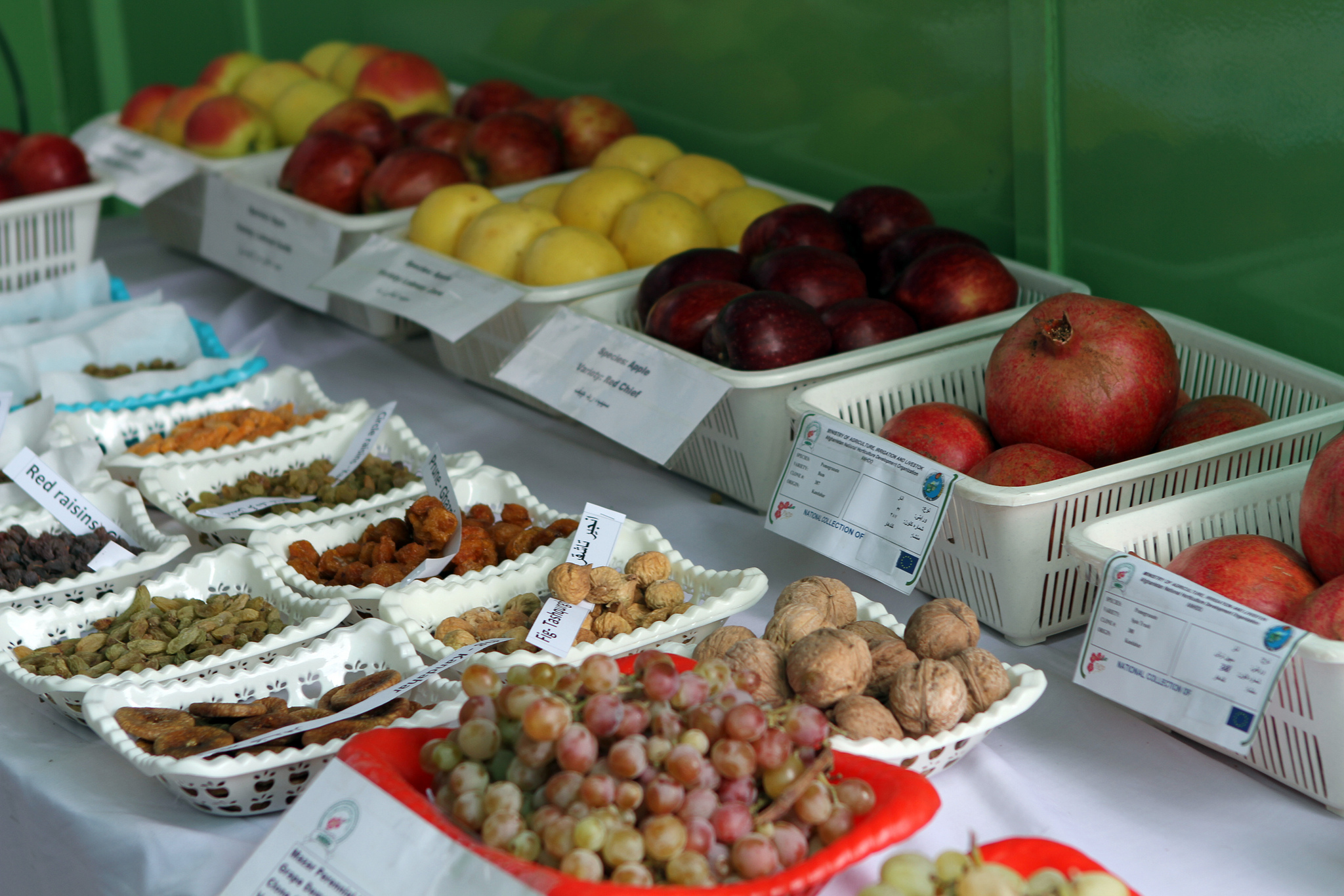
عينات من الفواكه الأفغانية الطازجة والمجففة

يأكل معظم الأفغان الفاكهة الطازجة بشكل عام. كنوع من التحلية بعد الطعام، وفي الوجبات الخفيفة، يقومون بشرب الشاي مع بعض الحلويات مثل الكعك أو البسكويت أو المعجنات. وفي بعض الأحيان، يتناولون أيضًا الفواكه المجففة المتوفرة بشكل كبير في كل الأسواق الأفغانية. وتشمل الحلويات الشائعة في أفغانستان ما يلي: كعكة أفغانية (تشبه كعكة الرطل، وأحيانًا تحتوي على فاكهة حقيقية أو جيلي بالداخل)، البقلاوة ( معجنات)، بستني سنتي زعفراني، رول كريمة ( معجنات )، فالودا أو فالوده، فيرنيا، والتي تكتب أحيانًا فيريني  (يساعد الحليب ونشا الذرة في جعلها حلوة جدًا، تشبه بودنغ الأرز بدون الأرز)، كولشا (مجموعة متنوعة من البسكويت، يتم خبزها في أفران الطين بالفحم)، شير ياخ، آيس كريم رطب تقليدي، شير خورما، حلوى تقليدية، بيرنج شير ( بودنج الأرز ).

## حساءات
للحساء أو الشوربة أنواع متعددة في المطبخ الأفغاني، نذكر منها: الشوربة ( حساء أفغاني يشبه البرش )، شوربة تركاري  (شوربة اللحوم والخضروات)، بياوا أو إشكنا ( حساء يعتمد على الدقيق، يشبه المرق، لكنه مخلوط بالبصل المفروم والبطاطس والبيض)، أوشي ساركا (حساء المعكرونة المسطحة المصنوع من الخل).

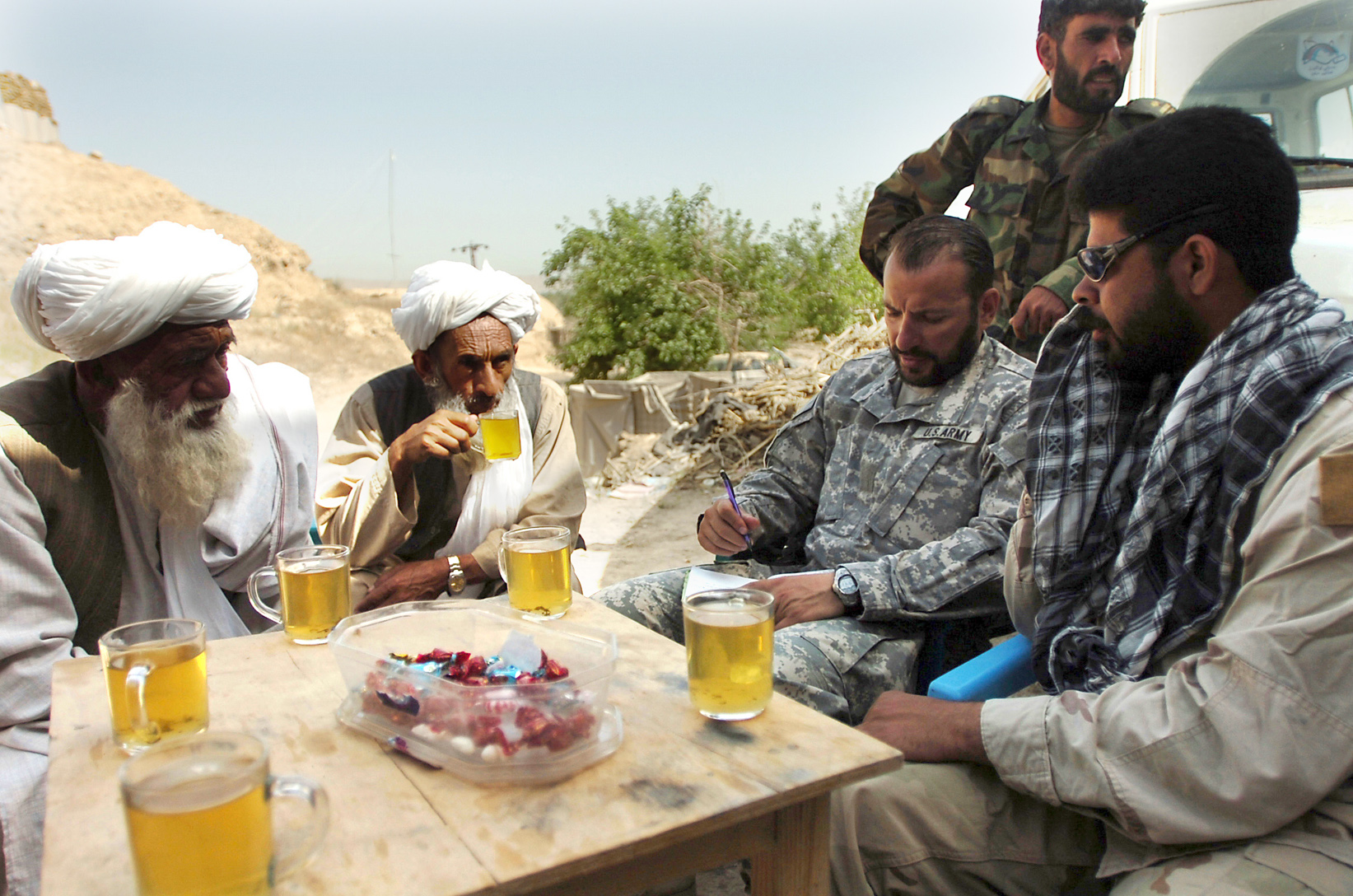
شيوخ القرية وقوات خاصة أميركية يشربون الشاي الأخضر الأفغاني في عام 2007

## مشروبات

### شاي
تشاي هو الشاي في أفغانستان، والذي يمكن أن يكون إما أخضر أو أسود. ويتم تناوله في جميع الأوقات، خاصة بعد وقت قصير من الانتهاء من تناول الطعام، أو مع الضيوف خلال التجمعات الاجتماعية. يشرب معظم الناس في أفغانستان الشاي الأخضر بدون سكر. في حين يضيف بعضهم الهيل أو الزعفران أو السكر.
يتم أيضًا تناول مشروب "شير تشاي" أو "شاي الحليب"، ويكون ذلك غالبًا في الصباح وفي المناسبات الخاصة. ويشرب العديد من سكان أفغانستان شاي ماسالا، وخاصةً في مدن مثل أسد آباد، وجلال آباد، وخوست، وقندهار.

### دوغ

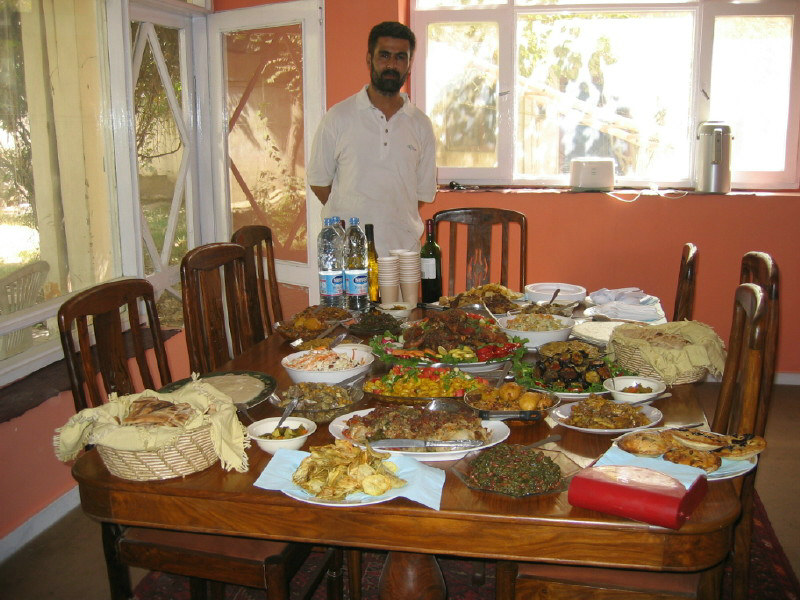
إعداد مائدة من الطعام الأفغاني في كابول

الدوغ (المعروف أيضًا لدى بعض الأفغان باسم "الشوملي أو الشلومبيه")، هو عبارة عن مشروب بارد يتم تحضيره من خلال خلط الماء بالزبادي، مع إضافة النعناع الطازج أو المجفف. بعض أصناف الدوغ تشمل إضافة قطع مهروسة أو مقطعة إلى مكعبات من الخيار. ويعد الدوغ ثاني أكثر المشروبات استهلاكًا في أفغانستان بعد الشاي، وخاصة أثناء وقت الغداء في الصيف. يمكن الحصول على الدوغ في كل متجر بقالة أفغاني تقريبًا، كما يتم تقديمه لدى المطاعم هناك.

## مطابخ فرعية
على الرغم من أن للأفغان مطبخ مشترك فيما بينهم، إلا أن بعض العرقيات من قبيل البشتون، والهزارة، تشكل أصنافًا فرعية منه.

### المطبخ البشتوني
يشكل البشتون حوالي 42% من إجمالي سكان البلاد، وهم بذلك يمثلون أكبر مجموعة عرقية في أفغانستان. ومن الأطباق الرئيسية في ثقافة البشتون الروش ( لحم الضأن المطبوخ بدون توابل)  والصحبة، والتي توجد في التجمعات والمناسبات التقليدية. وتشمل أطباق البشتون الرئيسية الأخرى "صاجى لحم الضأن"، و "شابلي كباب". وهناك أيضا "دامبوت" وهو اسم يرمز إلى اللحم المطهو على البخار، و"كباب خادي"، وهو الشاشليك الأفغاني، الذي يُشوى على سيخ في نار مفتوحة.

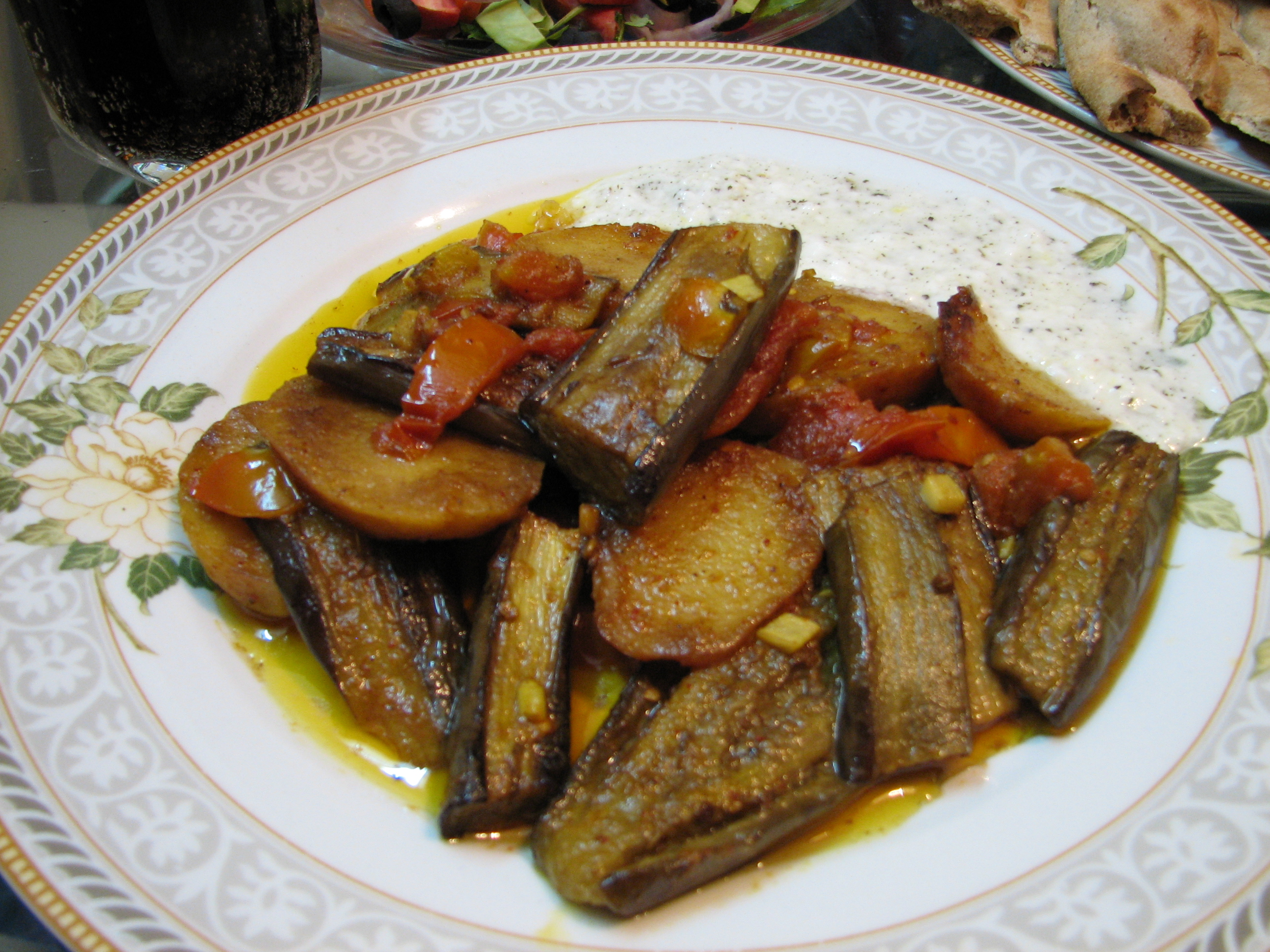
يتم تقديم الباذنجان عادة في وجبة الغداء كوجبة خفيفة أو كطبق جانبي. إن مذاقها يكون أفضل مع الخبز الطازج إلى جانب الزبادي بنكهة النعناع الحامض. شمِلة/شلومبيه (مشروب بارد مصنوع من الزبادي مع رش النعناع الطازج أو المجفف).

يعتمد المطبخ البشتوني بشكل كبير على اللحوم، على الرغم من اختلاف مسميات أطباقه من منطقة إلى أخرى، وغالبًا ما يشتمل على الأرز المكرمل. فعلى سبيل المثال، الطبق المعروف باسم "بولاني" في الشمال والشرق، يسمى عادة "بوروجين" في جنوب وغرب أفغانستان.
تشمل المشروبات الصيفية الشائعة: مشروب "الشلومبيه"، والمعروف أيضًا بالفارسية باسم "دوغ"، وهو مشروب يتكون من الزبادي السائل والنعناع و"البدرينج" (الخيار الأفغاني). وهناك أيضًا مشروب الشربات، وهو مشروب بارد مضاف إليه السكر المثلج. وهناك مشروب "شير ياخ"، وهو منتج حلو يشبه الثلج، ويترجم حرفيًا إلى "الحليب البارد".

### المطبخ الهزارة
أما شعب الهزارة في وسط أفغانستان (في منطقة هزارجات) وغرب باكستان (إقليم بلوشستان) فلديهم الطعام الخاص بهم. يتشابه مطبخ هزاراجي إلى حد ما مع المطابخ الإقليمية المجاورة له، لذا فهو متأثر بشكل أساسي بالطبخ من آسيا الوسطى وبلاد فارس وجنوب آسيا. إلا أن طرق الطهي في بعض أطباق هذه المطابخ المجاورة تكون مختلفة.

## آداب تناول الطعام
يتم تقديم العشاء على مفرش طاولة على الأرض، وهو من الأمور التقليدية لدى الأفغان. ويتم تناول الطعام عادة باليد اليمنى. وبعد تناول وجبة الطعام، يتم تقديم الشاي مع بعض الحلوى.

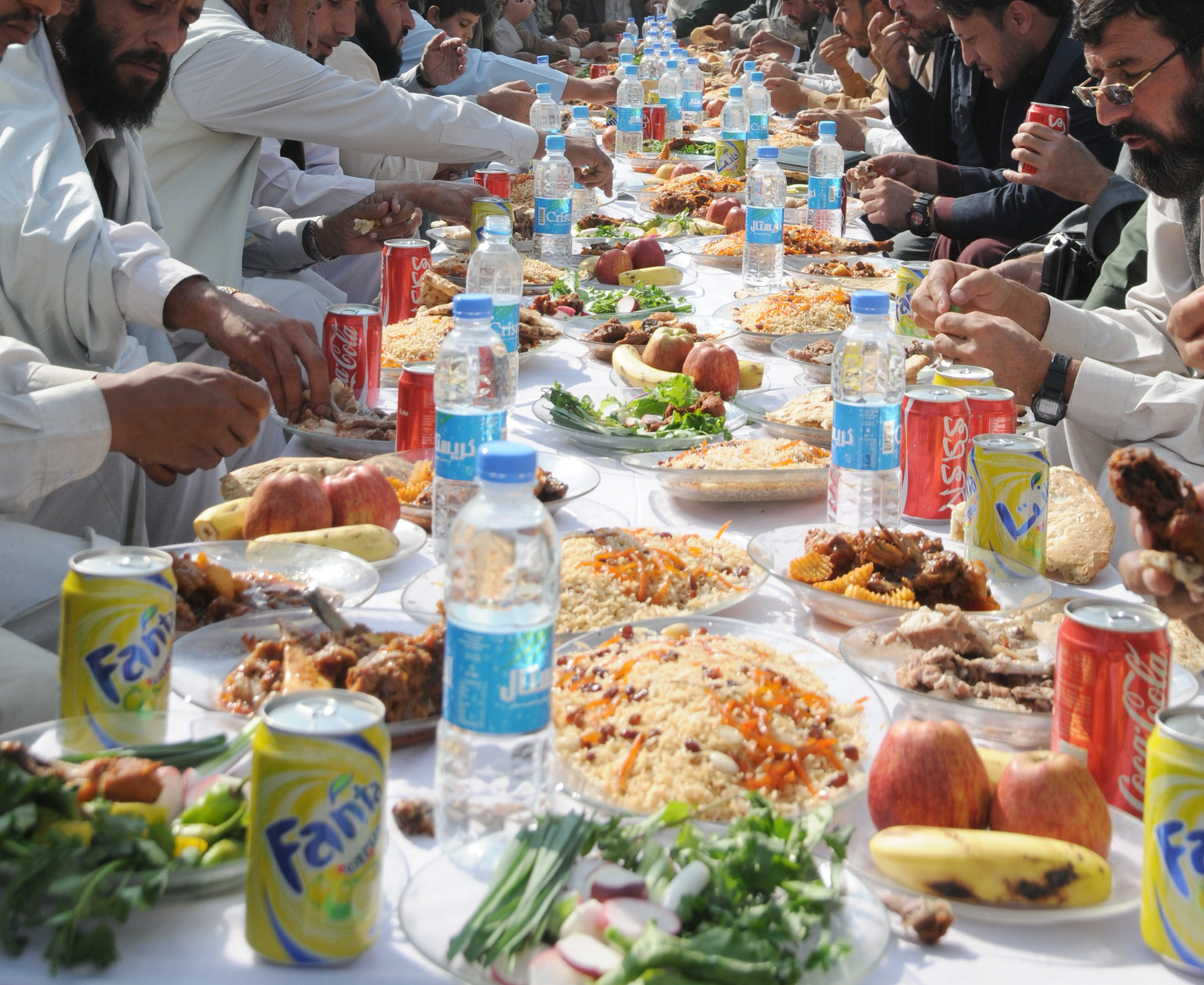
رجال أفغان يتناولون طعام الغداء في ولاية كونار

## المناسبات الخاصة
يتم تقديم الشاي واللوز المسكر الأبيض (المسمى نقل ) خلال المهرجانات الأفغانية، ويعد ذلك من الأمور المعتادة عند الأفغان.

## معرض الصور

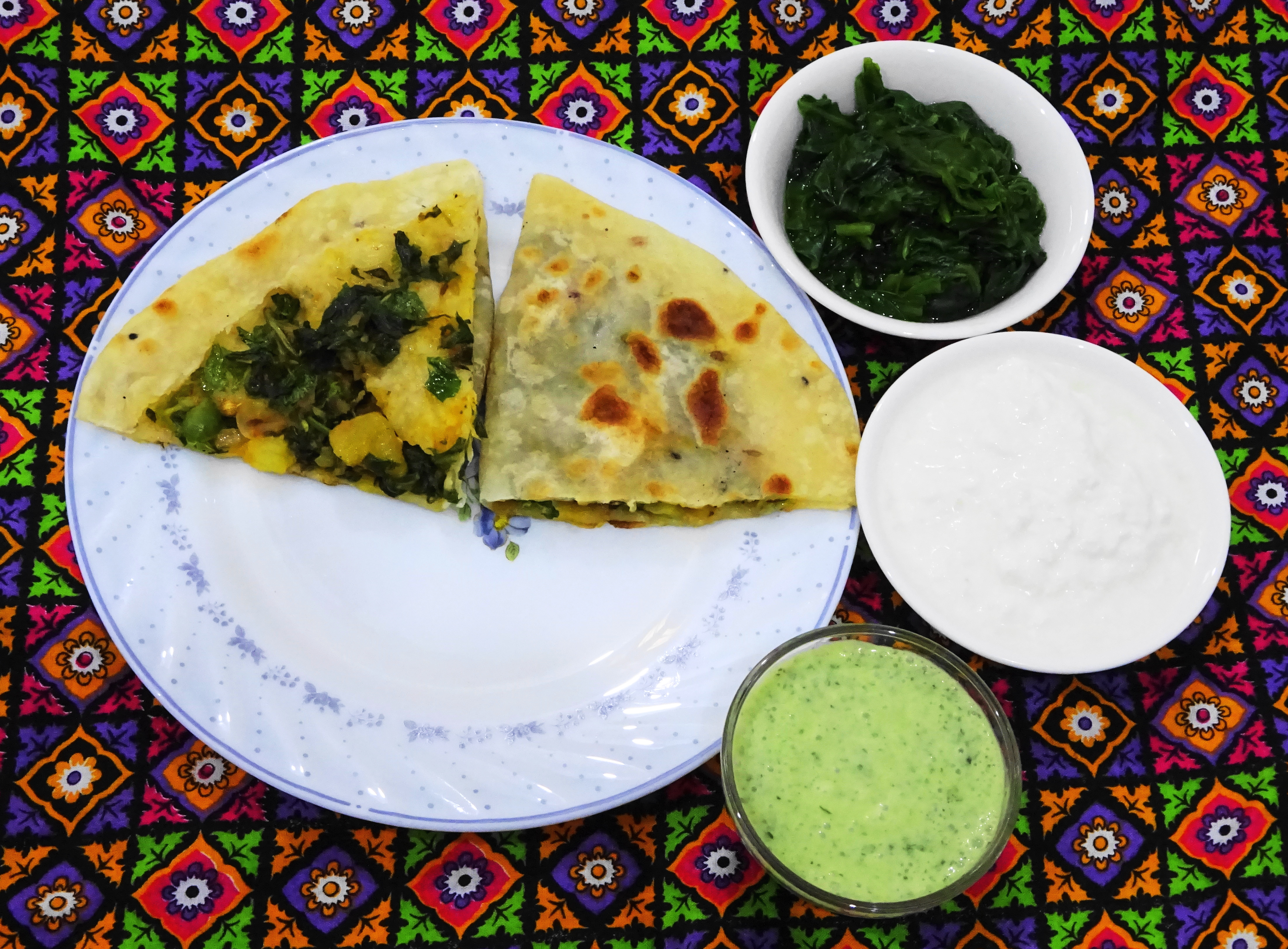
بولاني
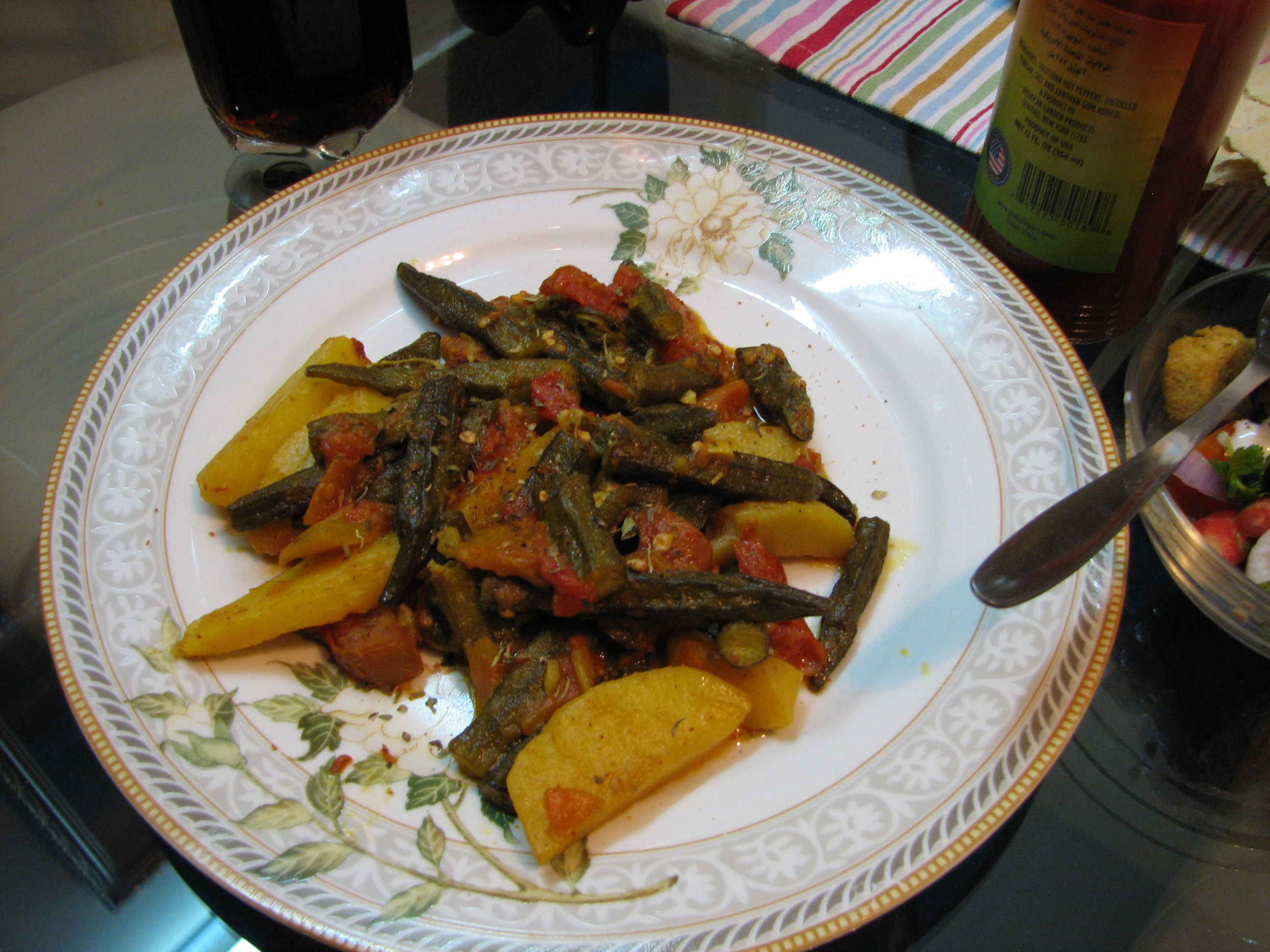
كما يتم تقديم البامية المطبوخة على الغداء أو كطبق جانبي
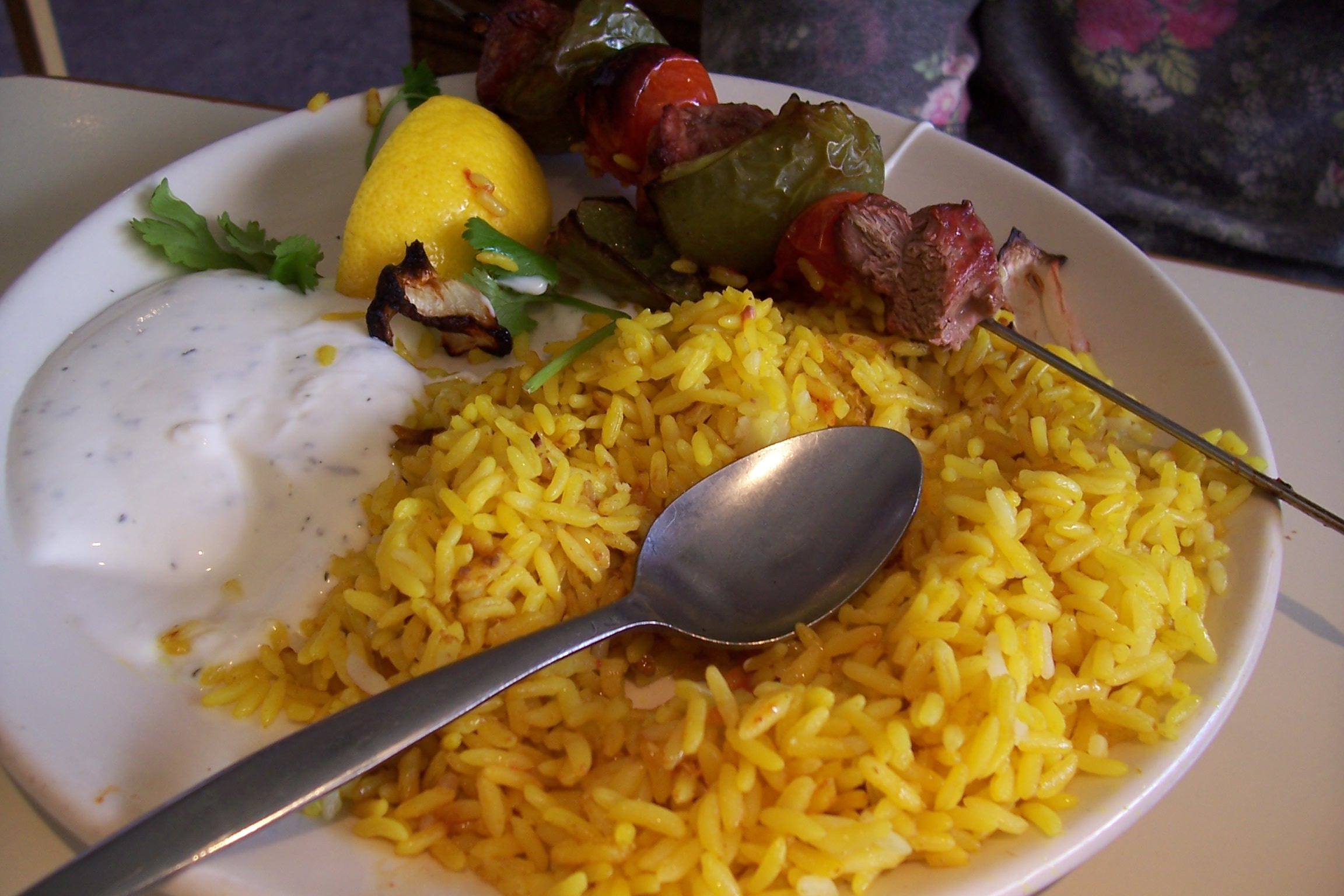
كباب لحم الضأن الأفغاني مع أرز الزعفران الأصفر
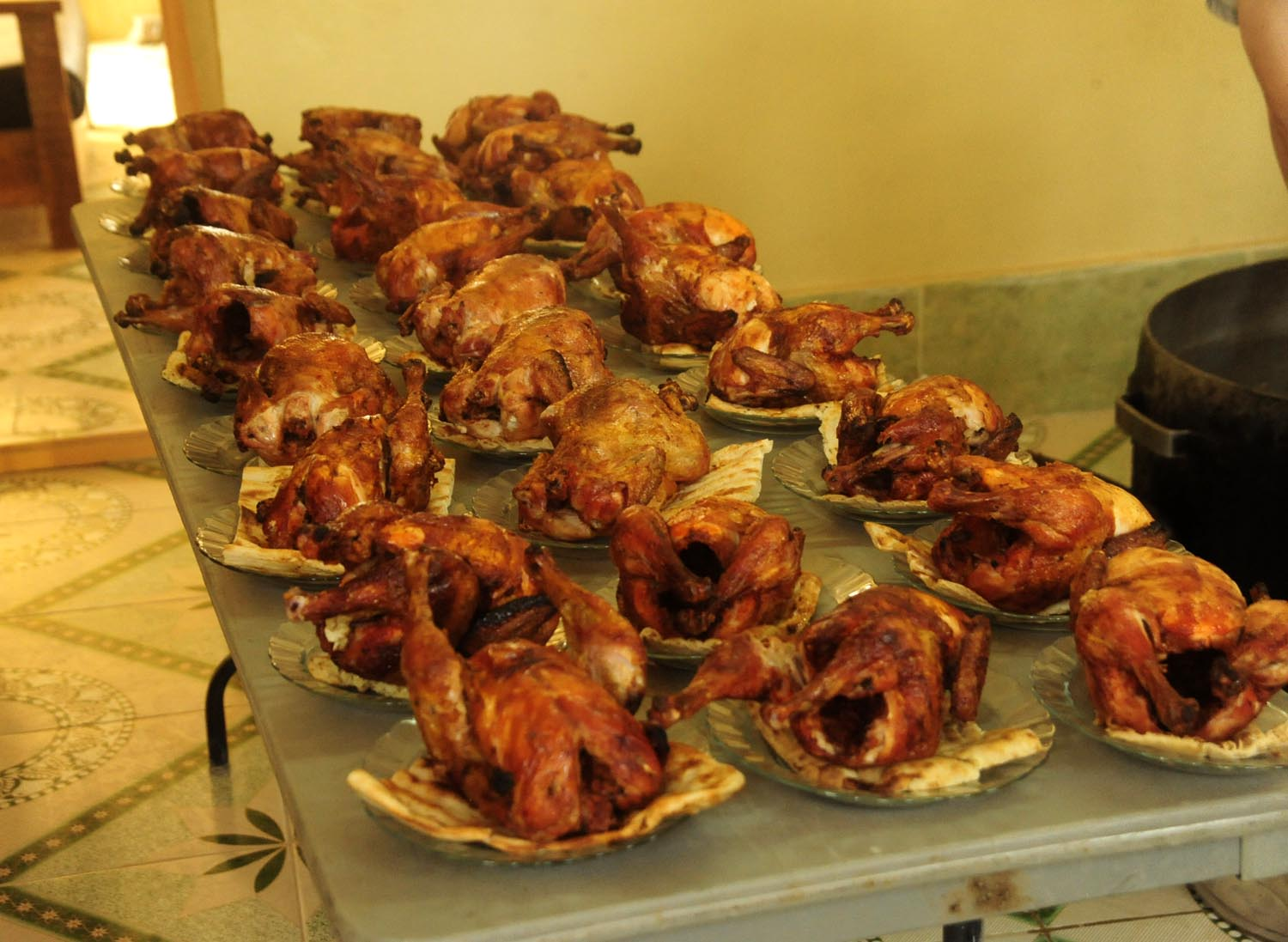
دجاج مشوي
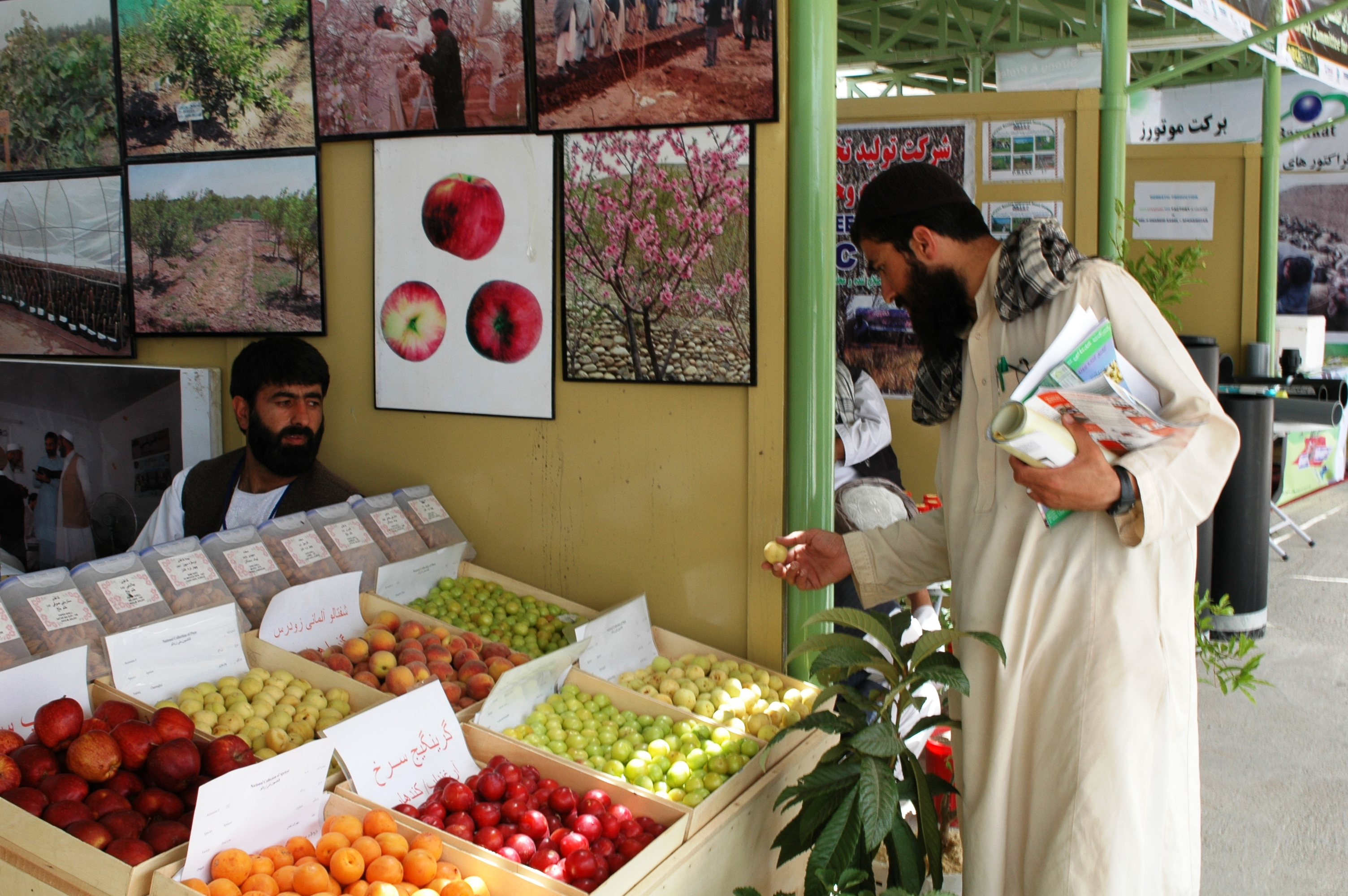
عينات من بعض الفواكه الأفغانية الأصلية
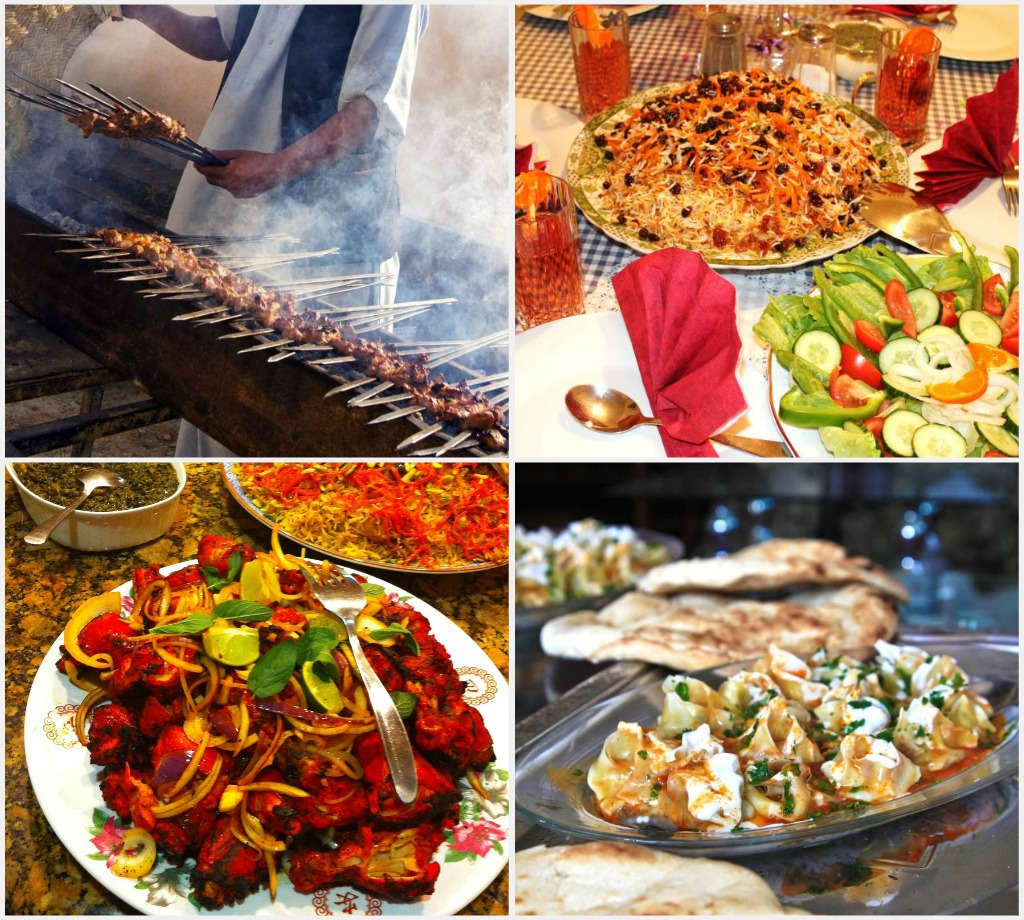
المطبخ الأفغاني
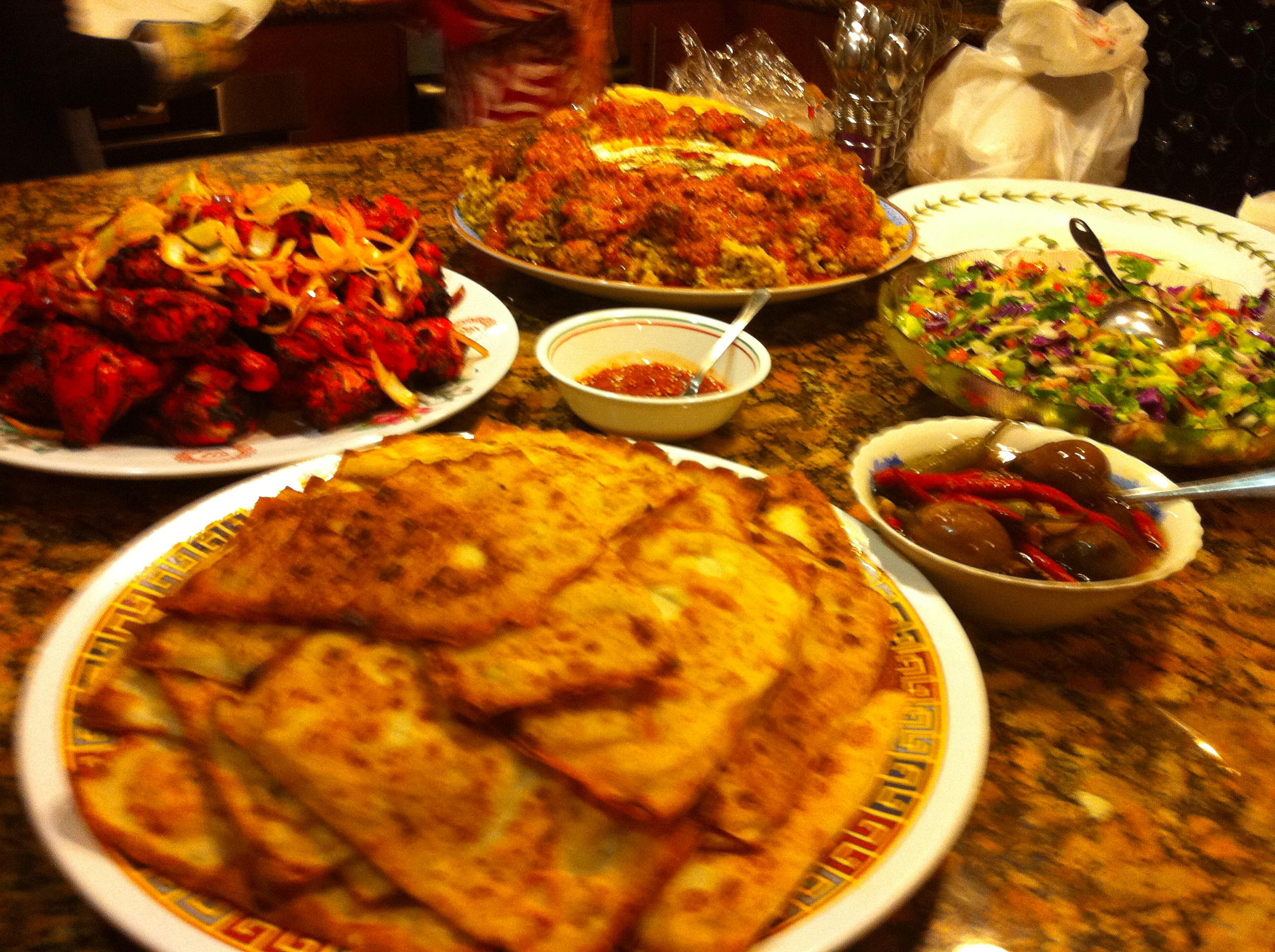
طعام أفغاني
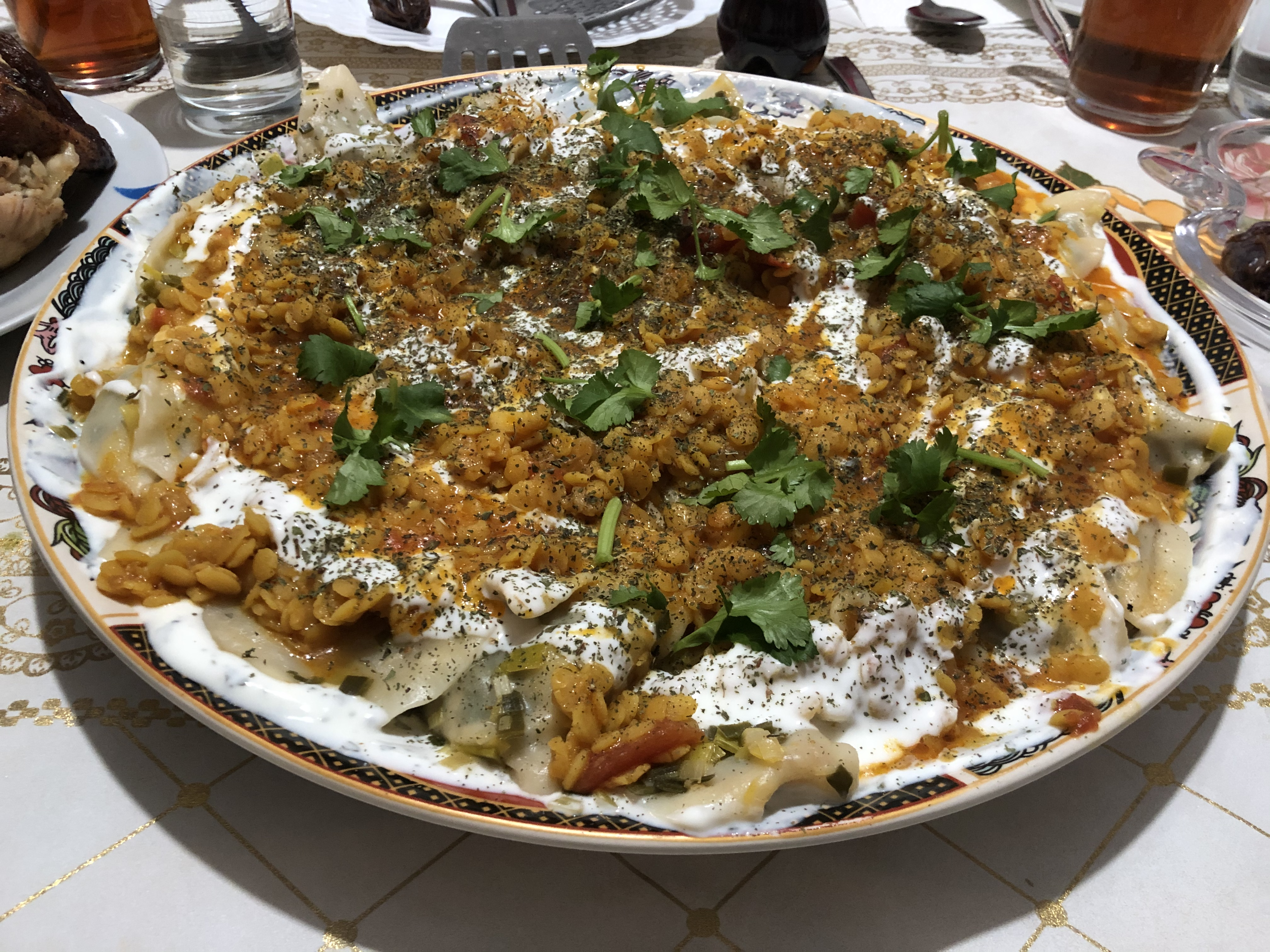
أشاك أفغاني
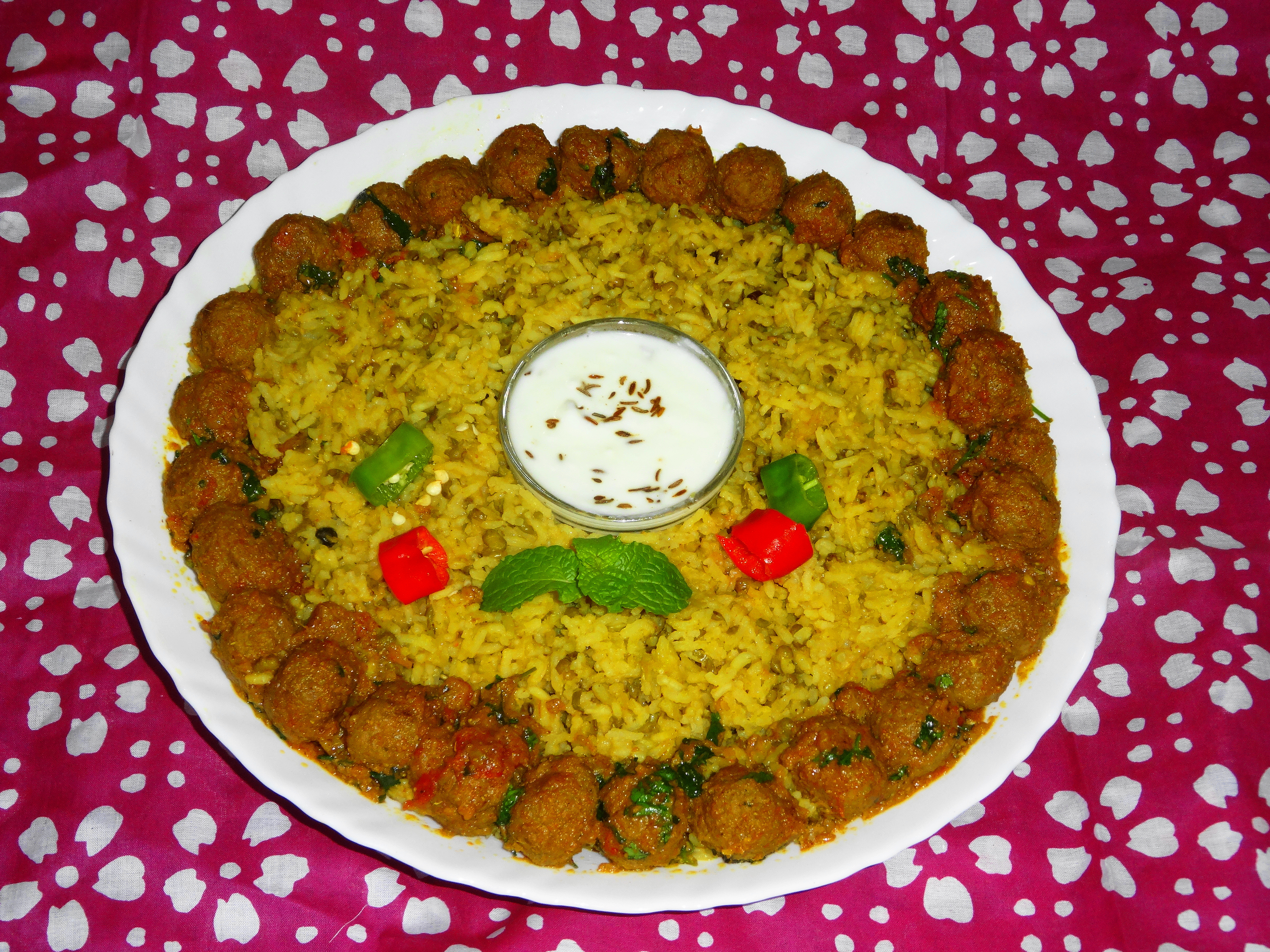
شولا أفغاني
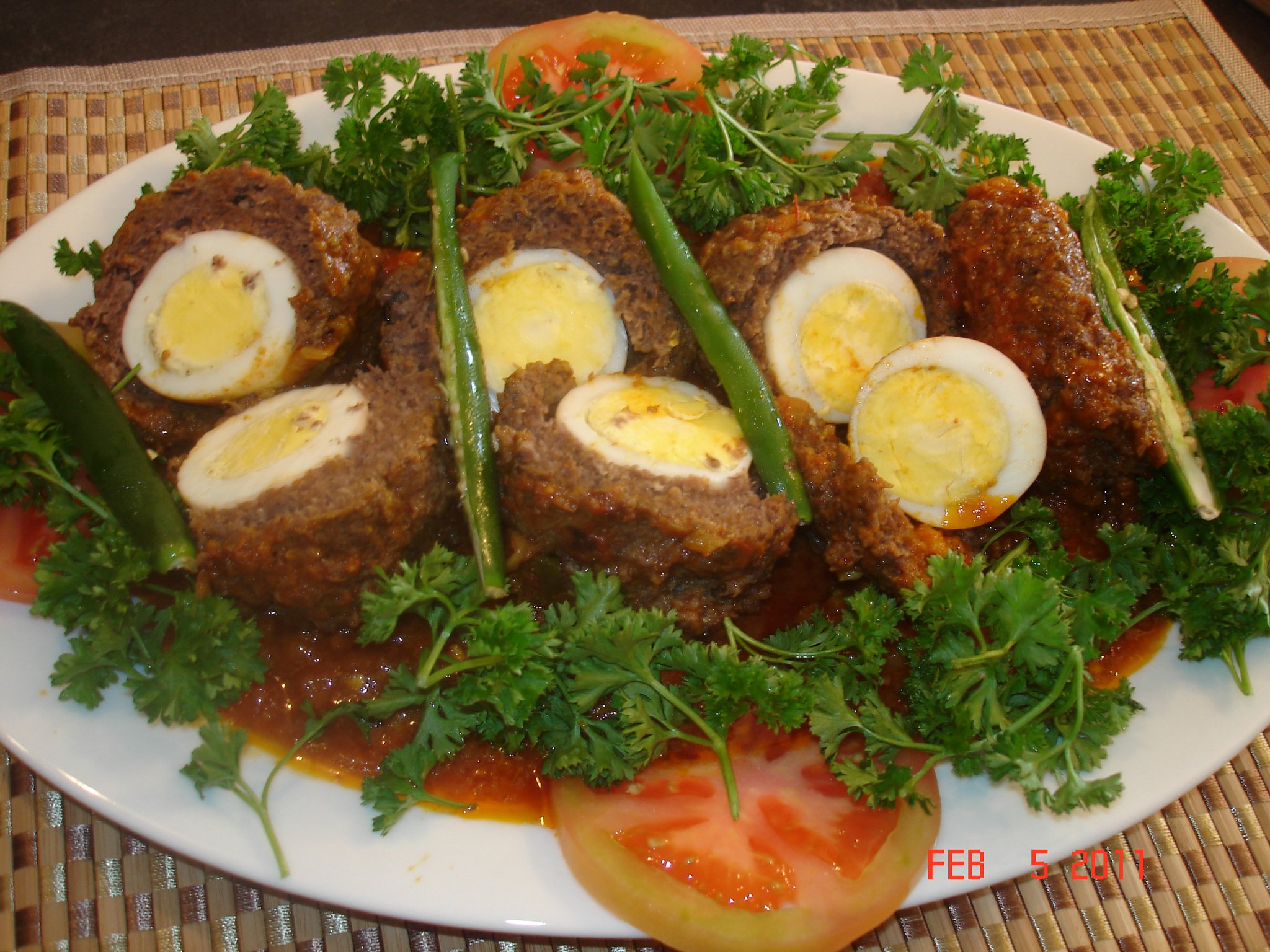
كباب أفغاني
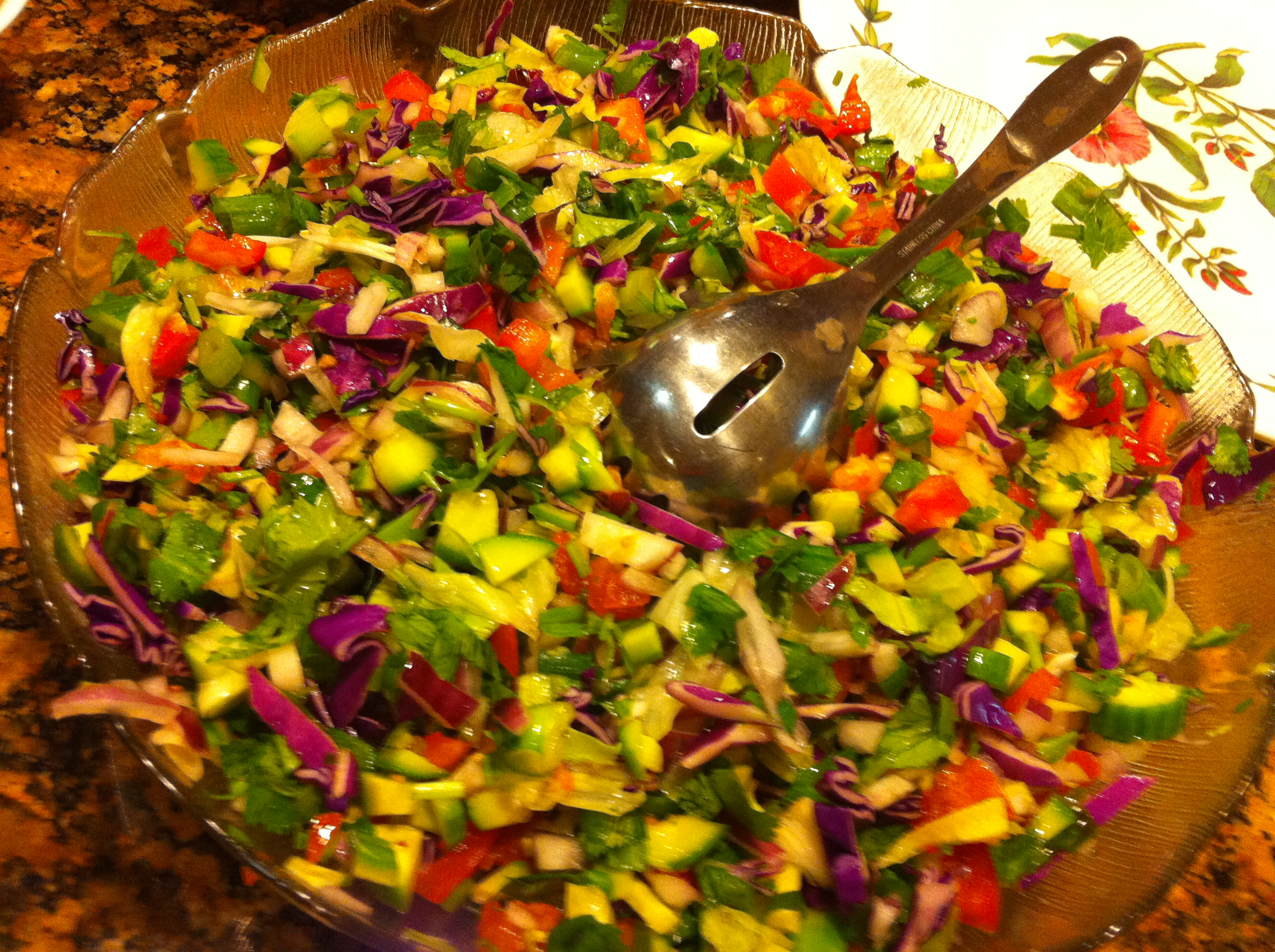
السلطة الأفغانية
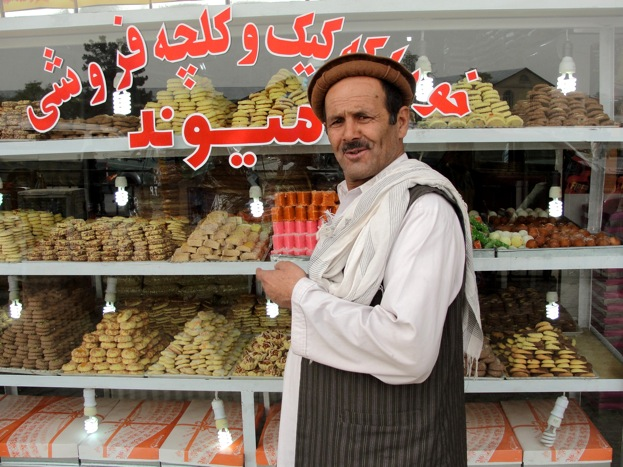
متجر حلويات أفغاني
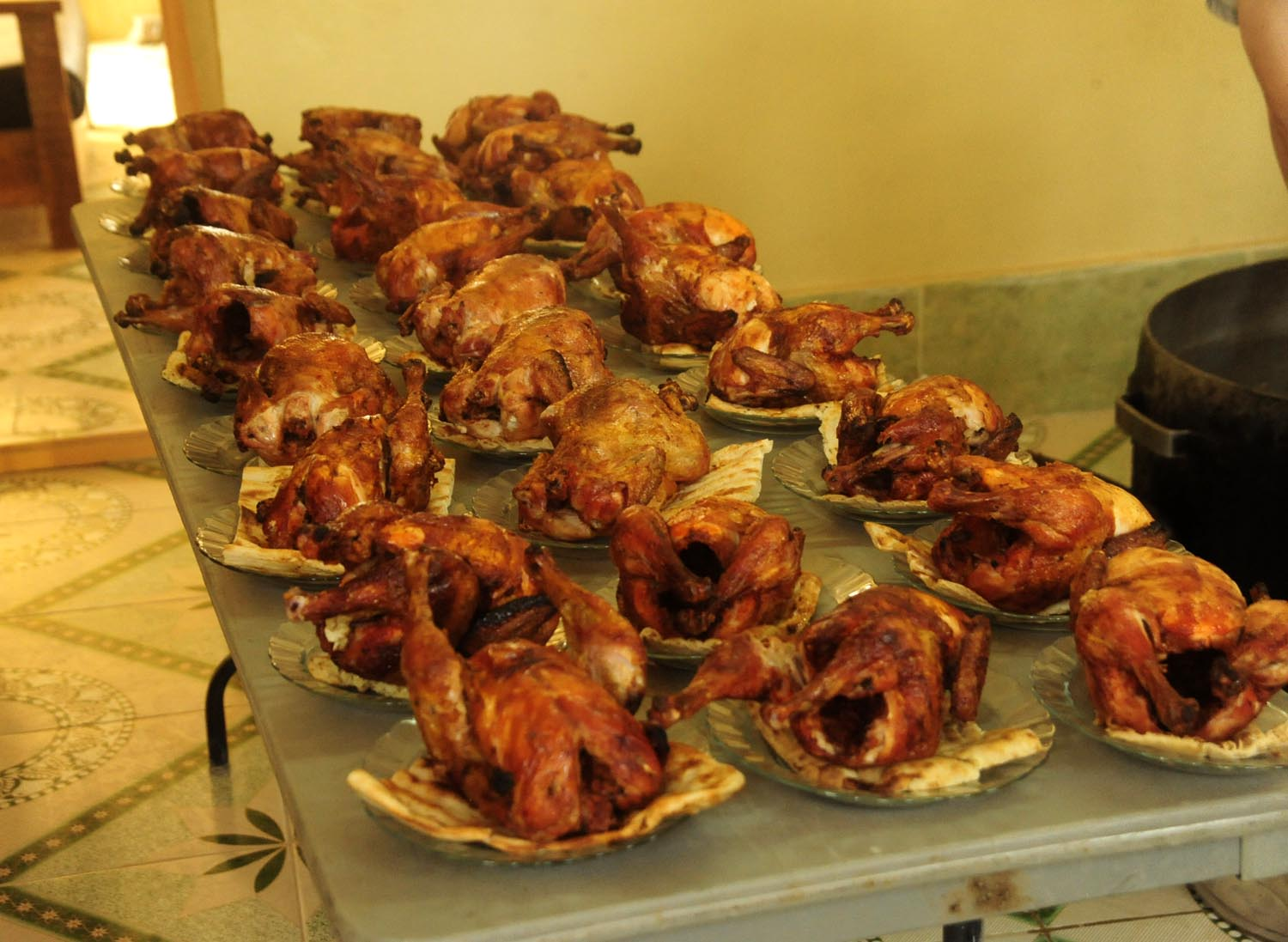
دجاج افغاني
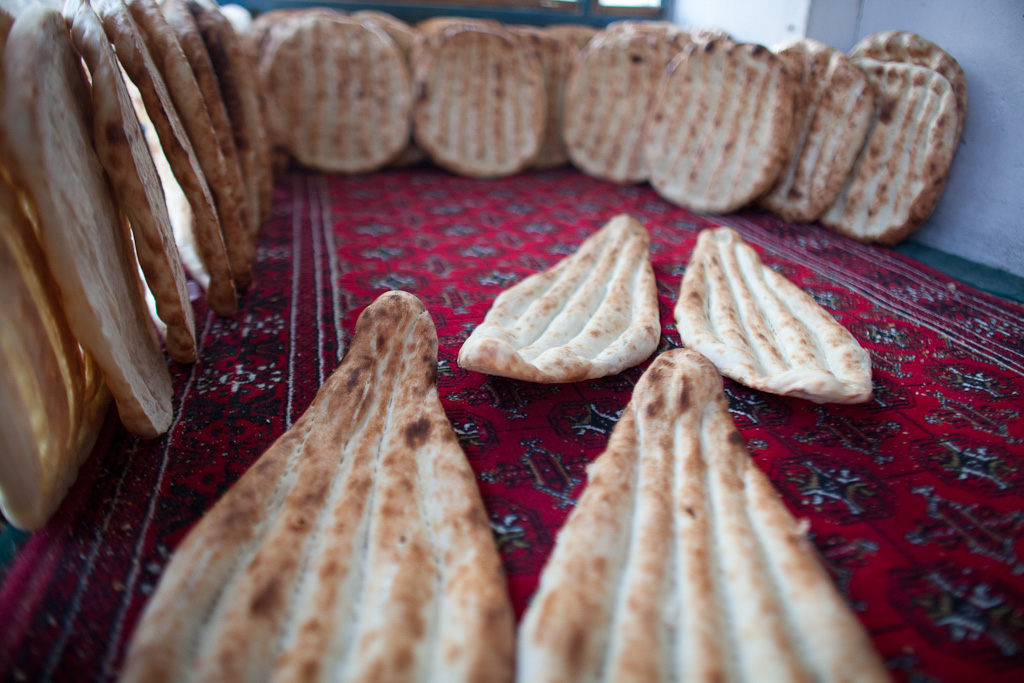
خبز افغاني
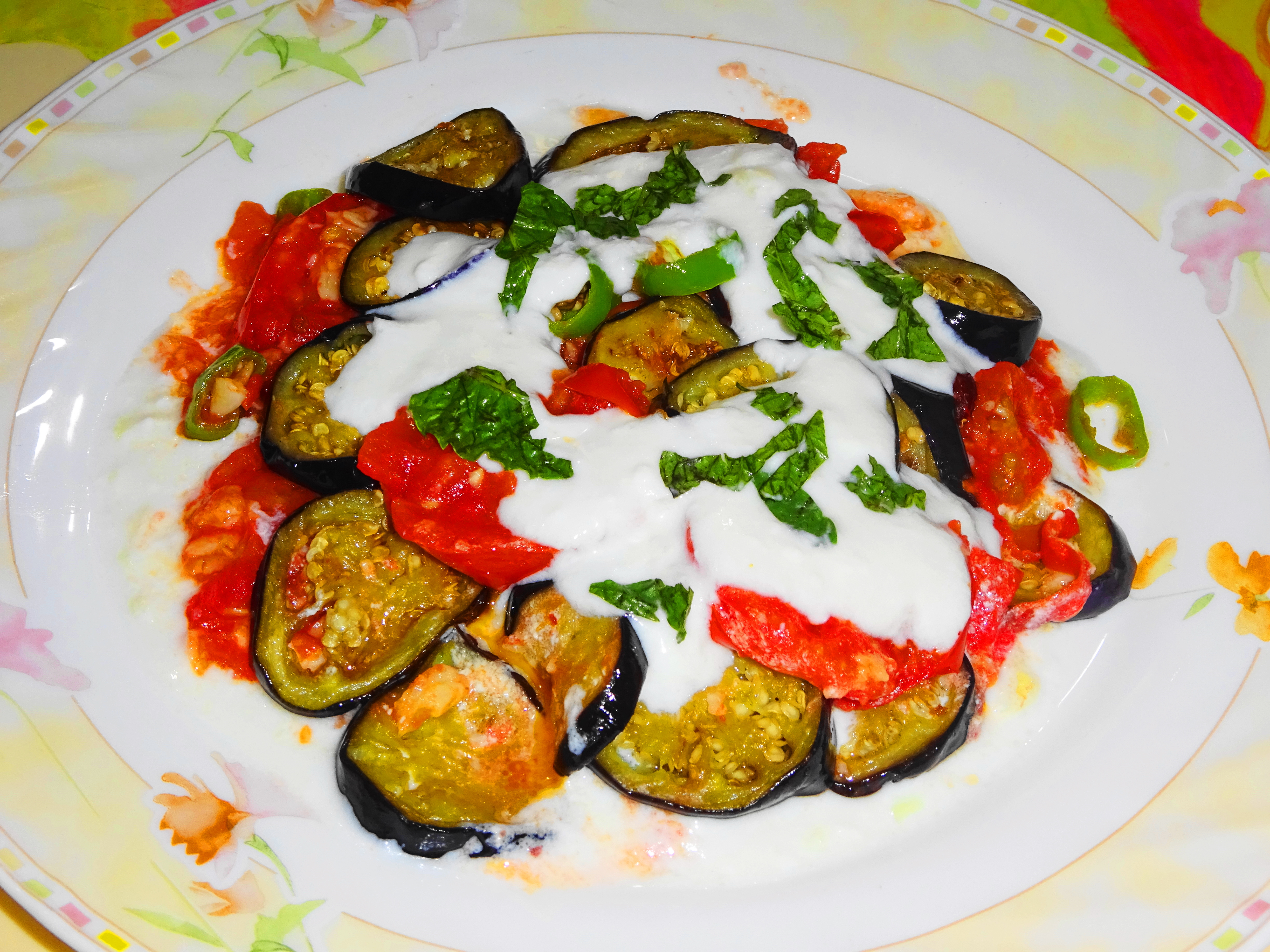
باذنجان بوراني

## قراءة إضافية
- Helen J. Saberi (1997). "Travel and Food in Afghanistan". في Harlan Walker (المحرر). Food on the Move: Proceedings of the Oxford Symposium on Food and Cookery, 1996. Prospect Books. ISBN:978-0-907325-79-6. قالب:Asian topic| - ع - ن - ت مطبخ | - ع - ن - ت مطبخ                                                                                                                                                                                                                                                                                                                                                                                                                                                                                                                                                                                                                                                                                                                                                                           | - ع - ن - ت مطبخ |
| ---------------- | --- | ---------------- |
| حسب المناطق      | - إفريقيا - آسيا - الكاريبي - العربي - أوروبا - أمريكا اللاتينية - البحر الأبيض المتوسط - الشرق الأوسط - أمريكا الشمالية - يوبيك - أوقيانوسيا - جنوب آسيا - القرون الوسطى - شبه جزيرة البلقان - غرب إفريقيا - بلاد البشكنش - جبل طارق |                  |
| حسب البلد        | - السعودية - العراق - الجزائر - الأرجنتين - أرمينيا - أستراليا - بيلاروسيا - النمسا - بوركينا فاسو - الولايات المتحدة - البوسنة - بوتسوانا - البرازيل - البرتغال - المملكة المتحدة - بلغاريا - الكاميرون - كندا - التشيلي - الصين - الكونغو - كولومبيا - كرواتيا - كوبا - قبرص - التشيك - الدنمارك - هولندا - الإكوادور - مصر - المغرب - إستونيا - أثيوبيا - جورجيا - أذربيجان - فرنسا - رومانيا - لبنان - سوريا - اليمن - تونس - صربيا - آيسلندا - كازاخستان - بولندا - لاتفيا - ليتوانيا - لوكسمبورغ - سلوفاكيا - سلوفينيا - مولدوفا - مقدونيا الشمالية - أفغانستان - بوتان - ميانمار - كمبوديا - كوريا الشمالية - كوريا الجنوبية - لاوس - منغوليا - الفلبين - طاجيكستان - فيتنام - تايوان - جيبوتي - نيجيريا - جنوب السودان - زامبيا - السويد - موناكو - سان مارينو - كوسوفو - جزر فارو |                  |
| مأكولات          | - خبز - معجنات - معكرونة - جبن - أرز - سلطة - شطيرة - صلصة - حساء - حلوى - مقبلات - بيتزا - يخنة - حلويات |                  |
| مقالات ذات صلة   | \| أساليب الطهو \| - الشّوي - القلي - الشواء - التحميص - التبخير - التدخين - التخمير - التخليل - التجفيف \| \| معدات الطهو \| - تقنيات - قائمة أدوات تحضير الطعام - مقاييس وأوزان \| |                  |
| أساليب الطهو     | - الشّوي - القلي - الشواء - التحميص - التبخير - التدخين - التخمير - التخليل - التجفيف |                  |
| معدات الطهو      | - تقنيات - قائمة أدوات تحضير الطعام - مقاييس وأوزان |                  |